# Final Fantasy XV
Final Fantasy XV (ファイナルファンタジーXV (Fainaru Fantadží Fifutín) je videohra typu RPG od japonské firmy Square Enix, která tvoří patnáctý díl série Final Fantasy. Hra vyšla dne 29. listopadu 2016 pro herní konzole PlayStation 4 a Xbox One. Později, dne 6. března 2018, hra vyšla prostřednictvím služby Steam pod názvem Final Fantasy XV Windows Edition i pro Microsoft Windows.
V tomto díle se hráč pohybuje v otevřeném světě a soubojový systém probíhá v přímém přenosu, tedy byl odstraněn tahový mechanismus. Elementy z předchozích dílů jako využívání vyvolávaných bytostí, stejné typy nepřátel, užívání magie, jména některých postav či způsoby cestování zůstaly zachovány. Na základní příběh hry dodatečně navazuje stahovatelný obsah (DLC), který nabízí i možnost hrát multiplayer. Ve verzi pro Microsoft Windows jsou tyto DLC obsaženy automaticky.
Vývoj hry provázela řada problémů, a proto trval v celé sérii rekordně dlouho, neboť započal už v roce 2006. Původně se hra měla jmenovat Final Fantasy Versus XIII a měla být součástí série Fabula Nova Crystallis se společnou „in-universe“ mytologií. Po vydání hry, přeznačené na XV, společnost Square Enix zahájila multimediální projekt Final Fantasy XV Universe, jehož součástí je kromě hry samotné a jejích DLC i několik navazujících děl jako anime seriál Brotherhood: Final Fantasy XV a animovaný film Kingsglaive: Final Fantasy XV. Po vydání si hra vysloužila chválu za grafické ztvárnění i za příběh, jenž je více než na boj dobra proti zlu zaměřen na vztahy mezi čtyřmi přáteli při dobrodružné cestě kolem světa autem, kteří pocházejí z různých společenských vrstev. K listopadu 2018 bylo celosvětově prodáno 8,4 milionů kopií hry.

## Popis hry
Final Fantasy XV je akční RPG v rozsáhlém otevřeném světě Eos, kde hráč ovládá hlavního hrdinu jménem Noctis Lucis Caelum. Toho doprovázejí tři nerozluční přátelé v královském automobilu Regalia či se pohybují pěšky či na chocobech. Když dojde benzín nebo havarují, mohou Regalii odtlačit do servisního centra Kladivoun (angl. Hammerhead), nebo ji za poplatek nechat odtáhnout. Po splnění podmínek lze Regalii nechat přestavět na letoun. Na pevně stanovená místa příběhu se dopravují lodí, vlakem nebo v říšském magitekském letounu. Chocoba i Regalii lze upravovat, chocobo se někdy zapojí do bitev.
S Noctisem hráč pohybuje, přeskakuje překážky, sprintuje, kryje se za překážkami, nebo se teleportuje díky schopnosti warpového úderu (Warp-strike). Hráč ovládá i jízdu na chocobovi, jehož výkonnost ve sprintu roste s vyšší úrovní chocoba. Chocoba lze na terminálech za poplatek v gilech objednat na celý herní týden dopředu a Noctis ho přivolá píšťalkou. Regalii lze řídit manuálně (řídí Noctis), nebo automaticky (řídí Ignis). Lze využít i funkci rychlé cesty (fast travel), kdy se celá jízda přeskočí. Hráč musí Regalii doplňovat palivo na benzinových pumpách, aby nemusel tlačit nebo volat odtah. V Regalii může hráč poslouchat hudbu z nosičů zakoupených v obchodech na různých místech, zpravidla jde o soundtracky dříve vydaných děl série Final Fantasy.
Za peníze (gily) lze kupovat zbraně, předměty, stravu v restauraci či přespat. Tipaři nebo jiní NPC zadávají vedlejší úkoly. Tipaři poskytují důležité informace o okolní krajině, o nalezištích předmětů, aby je hráč nemusel pracně v rozlehlém okolí hledat, a vyhlašují hony na obzvlášť nebezpečné příšery a démony za tučnou odměnu. V menu si hráč navolí aktuální úkol a na mapě se zvýrazní místo plnění a na mini-mapě s kompasem v rohu obrazovky se zobrazí směr a vzdálenost. Při některých rozhovorech s přáteli či NPC hráč vybírá z několika odpovědí.
Ve hře se pravidelně střídají dny a noci, během nichž plní úkoly, účastní se honů, nebo se kochá překrásnou eoskou krajinou s herním fotoaparátem v ruce. Den obvykle trvá od šesti hodin ráno do deseti večer. V noci venku není bezpečno, a dokud Noctis nedosáhne alespoň 30. úrovně, odmítá Ignis řídit přes noc Regalii. Přespat lze v hotelu, v karavanu na parkovišti, nebo na posvátných útočištích v krajině pod stanem. Na způsobu přespání závisí koeficient, kterým budou násobeny získané zkušenosti z bitev či ze splněných úkolů od minulého spánku. Nejvíce zkušeností přinese přespání v královské lóži hotelu Leville, zatímco nejméně přespání v krajině pod stanem. Zkušenostní body nepřinášejí automatické zvyšování úrovně herních postav, ty se zvednou během spánku.
Přespání v krajině přinese jiný užitek díky pokrmu od Ignise, který poskytne dočasné bonusy ke statistikám v závislosti na zvoleném jídle. Podobně se lze posílit stravováním v restauraci apod. Při stanování se spustí unikátní rozhovory mezi herními postavami, které nabídnou další nepovinné úkoly a noční či brzké ranní dobrodružství. V místě na stanování lze vést tréninkové souboje. Nocování není ve hře povinné, teoreticky se lze potloukat po Eosu celé týdny bez přespání.

### Bojový systém
Hra využívá Active Cross Battle system (AXB), jenž se odehrává v reálném čase a postava je ovládána tlačítky. Bitva probíhá přímo v otevřeném světě či uvnitř staveb a započne přiblížením se k nepříteli. Na mini-mapě se zobrazí výstraha, že nepřátelé jsou poblíž, a nakonec na ně hráč zaútočí buď sám, nebo naopak. Bitevní pole je omezené vytyčeným kruhem nebo jiným tvarem, po jehož opuštění bitva končí.
Postavy mají hladinu životů (HP) a Noctis má ještě hladinu magie (MP), jež se rychle obnovuje. Zraněným postavám se obnovují HP v čase jen zvolna, a pokud HP klesne na nulu, je postava v nebezpečí (Danger Mode) a není schopna boje, velmi pomalu se pohybuje a ztrácí rychle hladinu maximální hodnoty HP. Jakmile se maximální HP sníží na nulu, je postava KO. Někteří nepřátelé svými útoky snižují rovnou i maximální HP. Pokud se do stavu KO dostane Noctis, hra končí porážkou. Léčba HP i maximální HP či probuzení z KO jsou možné léčivými předměty.
Noctis bojuje běžným útokem (zbraní či magií), blokuje rány od nepřítele s možností provést protiúder a warpuje se vhozením zbraně. Modem čekání (Wait Mode) hráč zastaví bitvu, aby si rozmyslel další kroky. Noctis a Ignis mohou využít schopnost Libra, která odhalí nepřátelské přednosti a slabiny. Partu lze vybavit různými zbraněmi navolenými v menu: jednoruční i obouruční meče, halapartny, sekery, štíty, palné zbraně, dýky, Královské zbraně (Royal Arms), vylepšitelné speciální zbraně a magie. Zbraně nemusí vláčet s sebou díky Noctisově královské moci. V případě potřeby se okamžitě zhmotní v jejich rukou. Noctise lze vybavit čtyřmi zbraněmi či magií, které tlačítky během bitvy mění. Jeho přátele lze vybavit dvěma druhy zbraní či magií a umělá inteligence rozhodne o jejich použití. Při vhodném postavení k nepříteli lze zasadit mohutnější zranění bočním úderem (Side Strike) nebo úderem zezadu (Blindside). Když Noctis provede Warpový úder (Warp-strike) s pomocí tlačítka míření, též jsou škody vyšší. Warp používá i jako únik do bezpečí. Někdy správně provedené údery či protiútoky povalí nepřítele, čímž se stane zranitelný (vulnerable) a nemůže se vůbec bránit, také mu lze způsobit daleko větší škody i běžnými útoky.
Noctis může spustit Armiger, speciální útok Královskými zbraněmi (Royal Arms). V levé dolní části obrazovky obklopuje ikony Noctisových zbraní kružnice se stupnicí Armigeru, po jehož spuštění ho obklopí éterické formy Královských zbraní, které má, a dálkově je svou vůlí obyčejnými útoky či warpem posílá na nepřítele, kterým způsobí velké škody. Královské zbraně ale při běžném útoku zraní nepřítele i Noctise. Armiger lze spustit, vlastní-li Noctis alespoň tři Královské zbraně.
Ostatní postavy ovládá umělá inteligence a ty mají své speciální údery. Když se Noctis úspěšně brání, provede boční úder nebo úder zezadu, mohou ostatní tento úder zřetězit a zranit nepřítele mnohem více. Při bitvě se naplňuje stupnice bojových technik (Tech Bar), zobrazena nad ikonami Noctisových zbraní a stupnicí Armigeru. Hráč tlačítkem vydá spojenci pokyn k speciální bojové technice. Například Gladiolus vyskočí vysoko do vzduchu a zasekne široký meč do nepřítele za mnohonásobně vyšší škody, Ignis označí nepřátele, na které Noctis posléze může vykonat lepší warpový úder, Prompto palnými zbraněmi prostřelí i nejtvrdší krunýř nepřítele. Noctis opakovaným stiskem tlačítka Armigeru udeří technikou Zřetězení Armigeru (Armiger Chain), kdy rozdělí Královské zbraně mezi své přátele, aby všichni zaútočili drtivě jediným úderem. Po vydání opravné záplaty 1.19 je možné po aktivaci přidaného uzlu v Desce korunovace ovládat místo Noctise někoho jiného z party.
Magie vychází ze dvou zdrojů: Elemancie (Elemancy) a Arcana. Elemancii tvoří tři elementy: oheň, led a blesk. Elementární energii lze čerpat z určených míst po celém Eosu do speciálních lahviček, jež v menu zpracuje do magických bomb, které se v bitvě hází po nepřátelích. Síla bomby je daná potenciálem z množství elementů použitých k výrobě. Do magické bomby lze přimíchat čtvrtou složku z ostatních předmětů, aby přidaly dodatečné efekty, například vyléčení zasažených přátel. Elemancii využívají Noctis i jeho přátelé, avšak každá magická bomba má jen tři náboje. Poté je nutné magii navolit znovu jako zbraň a znovu bomby vyrábět. Arcanu používá pouze Noctis po zisku Prstenu Lucianů, který nabízí ještě mocnější typy magie, například Smrt, která rychle odčerpá nepříteli HP.
Po splnění určitých úseků příběhu si může Noctis zavolat na pomoc Astrála, který nepřátelům uštědří devastující škody, nebo je rovnou jediným úderem odstraní. Jednou za deset sekund bitvy je lze speciálním tlačítkem vyvolat, pokud je parta v potížích. Vyvolávaní Astrálové musí nejprve uzavřít s Noctisem na pevných bodech příběhu dohodu a jsou jimi následující čtyři gigantická stvoření: Titan, Ramuh, Leviathan a Šiva. Ifrit a Bahamut jsou nehratelní, ale ve hře se vyskytují rovněž. Výběr Astrála není libovolný a závisí na stavu party a na prostředí bitvy. Například Leviathan není možné vyvolat v místech bez zdroje vody.
Na určitých místech se k Noctisovi dočasně připojí další postavy, jež poskytnou vlastní bojové techniky.

### Vývoj postav
Kromě zisku zkušeností, jež se spánkem přetaví v další úrovně, získává hráč dovednostními body (Ability Points - AP). Ty uplatní v menu v Desce korunovace (Ascension Grid), jež je rozdělena do několika dovednostních okruhů, Astrálních sfér (Astralspheres). V každé Astrální sféře se nachází pavouk s uzly a s počátečním bodem ve středu, kde lze vybrat novou dovednost či vylepšení konkrétní postavy či celé party a uplatnit tím AP. K aktivaci vzdálenějšího uzlu od středu sféry je nutné nejprve utratit AP v uzlech před ním. Astrální sféry jsou tyto: Armiger, Boj, Průzkum, Magie, Zotavení, Herní statistiky, Týmová práce, Bojové techniky a Čekání. Nejvzdálenější uzly s nejlepšími schopnostmi stojí obvykle velké množství AP.
Každá postava má charakteristickou dovednost. Noctis miluje rybaření, Ignis vaření, Gladiolus dovednost přežití a Prompto fotografování. Ty se vylepšují samy s četností jejich využití hráčem. Mohou dosáhnout nanejvýš deseti úrovní. Pokud hráč nechá Noctise rybařit, s rostoucí dovedností přijdou lepší úlovky, které ovlivní skladbu jeho inventáře. Schopnost přežití Gladiola se zlepšuje se vzdáleností, jakou během dne parta urazí, a výsledkem jsou nálezy lepších předmětů a výbavy. Čím častěji je Ignisovi dopřáno vařit, tím lepší recepty s kvalitnějšími ingrediencemi a s lepšími dočasnými efekty může hráč při stanování vybrat. Prompto pravidelně fotografuje hráčův průchod hrou a s rostoucí zručností roste kvalita fotografií. Fotografie si lze před spánkem uložit do alba (maximálně 200).

### Hra více hráčů
Prostřednictvím herního rozšíření, či modu, s názvem Comrades přibyla hra více hráčů. Hráč si vybere avatara s vlastním vzhledem, pohlavím, oblečením a s dalšími doplňky. Ve městě Lestallum dostane hráč misi spolu s dalšími třemi postavami, které ovládají buď další hráči, nebo umělá inteligence. Mise spočívají v lovu nepřátel nebo v obraně transportu. Za bitvy obdrží hráč gily, materiál k vylepšení a k tvorbě zbraní, a také „Úlomky meteoru,“ kterými lze rozsvítit usedlosti v okolí Lestallumu a otevřít možnosti plnění dalších úkolů. V Královské hrobce lze získat Královskou pečeť (Royal Sigil), která vylepšuje statistiky a zpřístupňuje nové dovednosti.

## Popis světa Eos
Eos je svět plný dech beroucích přírodních krás, kde žijí lidé a zvířata, z nichž mnohá dosahující olbřímích rozměrů. Klima je převážně mírné a subtropické. Převládají stepi, lesy a pouště, místy se vyskytují bažiny a pod vlivem magie i mrazivá tundra. Pevninu tvoří dva rozlehlé kontinenty a několik roztroušených ostrovů a souostroví v oceánu Cygillan. Eosu se básnicky říká „Hvězda.“ Duch Eosu dle legend sídlí v několik metrů vysokém Krystalu a se vznikem Eosu jsou spojováni bozi Astrálové.
Lucianský kontinent na východní polokouli je domovem království Lucis s hlavním městem Insomnia v jeho východní části. Insomnia je nezávislé a vyspělé velkoměsto, ale zbytek kontinentu okupuje Niflheimská říše. Ve východní provincii Leide jsou pouště a mohutné skály. U jediné silnice do Insomnie je servisní stanice Kladivoun a na jihu u moře je letovisko Galdin Quay s přístavem. V Leide bývala další velkoměsta, která niflheimská armáda vypálila. Nedaleko Galdin Quay je tajemný ostrov Angelgard. V Duscae ve středu převládají husté, pohádkové lesy a velká jezera. Dominantou je Disk Cauthess, kam před dávnými věky dopadl Meteor, jehož památkou je několik kilometrů vysoká krystalická struktura, tavící modrou září okolní horniny. Dle legendy zde spí Titan, bůh země zvaný Archaean. Duscae je domovem chocobů. V Cleigne na západě převládají subtropické až tropické lesy na severu, mírné lesy na západě a jihu, doplněné močály, velkými řekami a jezery. Na severu Cleigne je velké město Lestallum s elektrárnou společnosti EXINERIS, čerpající energii z úlomků Meteoru. Na kontinentu je mnoho podzemních struktur, obří skalnaté klenby táhnoucí se stovky metrů nad zemí a sopka Ravatogh, kde spočinul ohnivý bůh-zrádce, Ifrit Pekelník – Infernian. Galahd je souostroví na severovýchodě od Insomnie.
Na jižní polokouli, jihovýchodně od přístavu Galdin Quay, je skalnaté souostroví Accordo s hlavním městem Altissia, niflheimský protektorát s autonomní vládou. Překrásné město Altissia bylo vystavěno uprostřed kaskády obřích vodopádů Celluna, s mnoha plavebními kanály, kde dopravu obstarávají lodě a gondoly, čímž na pohled připomíná italské město Benátky. Dle legend spí v hlubinách pod vodopády Celluna bohyně vody Leviathan, zvaná Hydraean nebo Matka přílivu, které se accordinci bojí a uctívají ji. Vystavěli Oltář Matky přílivu a celé město je vyzdobeno jejími různými podobiznami.
Imperiální kontinent na západní polokouli tvoří jádro Niflheimské říše, je domovem i pro někdejší království Tenebrae. Převládá suché klima s polopouštěmi a pouštěmi, které protíná nehostinná, věčným blizardem bičovaná tundra. V Tenebrae na severním poloostrově je však vlhko a zeleno, uprostřed hor Zoldara Henge je zámecké hlavní město Fenestala s velkou zahradou, kde rostou květy Sylla, připomínající hořec neboli gentianu. Krajinou vede transkontinentální železnice přes regiony Succarpe, Eusciello, Tenebrae a Ueltham. V nehostinném severovýchodu je přístav Calcano, opuštěné těžební město Cartanica a základna Haulhex. V Eusciellu se před několika lety poušť přeměnila v mrazivou tundru následkem bitvy říše proti Šivě, ledové bohyni Glacian, za cenu ohromných ztrát. Její obří mrtvé tělo a nekonečný blizard tvoří ve vysočině Ghorovas památník této události. V provincii Ueltham na jihozápadě se nachází hlavní město Niflheimské říše Gralea, vyspělé, ale nikoliv tak vznešené jako Insomnia. Kotví zde obří létající pevnost Zegnautus, sloužící jako tajná laboratoř pro výzkum technologií magitek, díky nimž říše úspěšně expanduje.

### Herní postavy
Ve Final Fantasy XV hráč ovládá pouze Noctise, který vede čtyřčlennou partu. Jeho doprovod tvoří tři jeho nerozluční přátelé, Gladiolus, Ignis a Prompto.
- Noctis Lucis Caelum (ノクティス・ルシス・チェラム - Nokutisu Rušisu Čeramu)
  - Dabing: Tacuhisa Suzuki (japonsky), Ray Chase (anglicky); malý Noctis: Mijuki Satóová (japonsky), Hyrum Hansen (anglicky)[13]
  - Noctis (neformálně Noct, Nocto) je 20letý následník trůnu, který se má stát 114. králem Lucisu. Jeho cesta na svatbu se změní v dobrodružství, v kterém završí své poslání zachránit svět. Má černé vlasy a nosí černou koženou bundu. Ačkoliv jeho tři přátelé nejsou urozeného původu, jedná s nimi jako se sobě rovnými. V jádru je uzavřený kvůli tlakům, jež prožívá jako následník trůnu a vlivem několika traumat z dětství. Je schopen bojovat s různými zbraněmi nablízko a magií.
- Gladiolus Amicitia (グラディオラス・アミシティア - Guradiorasu Amišitia)
  - Dabing: Kenta Mijake (japonsky), Christopher L. Parson (anglicky)[13]
  - Gladiolus (neformálně Gladdy, Gládio) je 23letý bodyguard, Noctisovi slouží jako jeho budoucí králův štít, tedy má funkci, která se dle tradice dědí v rodu Amicitia z otce na syna. Svou roli bere velmi vážně a je ochoten nasadit pro Noctise život. Má černé vlasy, téměř dva metry vysokou postavu s velkým tetováním na zádech a rukách a na tvářích má výrazné jizvy. Chodí v koženém oblečení. Navzdory vzhledu hromotluka je Gladiolus veselé a společenské povahy, avšak když se mu něco nelíbí, řekne to nahlas, někdy i v nevhodnou dobu při vypjatých momentech. Bojuje nejraději se širokými meči a se štítem.
- Ignis Scientia (イグニス・スキエンティア - Igunisu Sukientia)
  - Dabing: Mamoru Mijano (japonsky), Adam Croasdell (anglicky)[13]
  - Ignis (neformálně Iggy, Brejloun, Igster) je 22letý Noctisův osobní poradce a sluha, Noctisova pravá ruka a nevyčerpatelný zdroj informací. Přestože je od svého dětství sluhou následníkovi trůnu, jsou dobří přátelé. Nosí brýle, má mírně přerostlé špinavé blond vlasy a spolu s černým oblekem a nafialovělou tmavou košilí působí vyrovnaně a inteligentně. Také rád vaří, stará se o Noctisův jídelníček a řídí automobil. V boji upřednostňuje dýky a dřevcové zbraně.
- Prompto Argentum (プロンプト・アージェンタム - Puronputo Ádžentamu)
  - Dabing: Tecuja Kakihara (japonsky), Robbie Daymond (anglicky)[13]
  - Prompto je 20letý Noctisův kamarád ze střední školy, jenž pochází z běžného lidu. V dětství uspěl v boji s nadváhou, aby dle svého mínění byl hoden být kamarádem korunního prince. Má drobnější postavu, výrazné modré oči a pihy ve tvářích. Nikdy mu nezmizí dobrá nálada a úsměv. Jeho vrabčí hnízdo z blond vlasů dle jeho slov není „chocobův zadek“. Nosí černou vestu a na zápěstí pravé ruky schovává vytetovaný čárový kód, který je jedinou památkou na jeho pohnutý původ. V boji nejraději střílí z pistolí.

Krátkodobě se v průběhu hry k Noctisově partě připojí ještě tyto tři postavy.
- Cor Leonis (コル・リオニス - Koru Rionisu)
  - Dabing: Hiroki Tóči (japonsky), Matthew Mercer (anglicky)[13]
  - Cor, zvaný „Nesmrtelný,“ je 45letý maršál královské gardy (Crownsguard), jenž zasvětil život obraně království a jeho občanů a také loajalitě vůči královskému rodu. Noctisovi je nápomocen při zřídkavých setkáních i po telefonu. Bojuje s katanou a dříve užíval skrze moc králů i magii.
- Iris Amicitiová (イリス・アミシティア - Irisu Amišitia)
  - Dabing: Megumi Hanová (japonsky), Eden Riegelová (anglicky)[13]
  - Iris je 15letá Gladiolova sestra. Drobná tmavovlasá dívka s velkou odvahou. Snaží se být pozitivní i v těžkých situacích. S Noctisem a Ignisem se zná od útlého dětství a Noctise tajně miluje. V bitvách nebojuje.
- Aranea Highwindová (アラネア・ハイウィンド - Aranea Haiuindo)
  - Dabing: Mijuki Sawaširová (japonsky), Kari Wahlgrenová (anglicky)[13]
  - Aranea (neformálně Lady A, Dragounka) je 30letá komodorka Třetí armády 86. výsadkové jednotky Niflheimské říše a žoldnéřka. Nosí černé kožené brnění s šupinami, aby měla dračí styl, výraznou helmu se zamřížovaným průzorem a bojuje s velkým magitekským kopím. Ačkoliv slouží nepříteli, není s poměry v říši spokojená a ani to netají. To vedlo k tomu, že příležitostně pomáhá Noctisovi.

Ostatní kladné postavy:
- Lunafreya Nox Fleuret (ルナフレーナ・ノックス・フルーレ - Runafuréna Nokusu Furúre)
  - Dabing: Rina Kitagawová (japonsky), Amy Shielsová (anglicky); malá Lunafreya: Rina Kitagawová (japonsky), Liliana Chomskyová (anglicky)[13]
  - Lunafreya (neformálně Luna) je 24letá věštkyně a princezna z Tenebrae, avšak Niflheimská říše ji titulu princezna zbavila. Od dětství věřila, že Noctis bude „Pravým králem,“ který zachrání Eos. S Noctisem, jenž ji od dětství miluje, udržuje celá léta písemný kontakt díky deníku, který si posílali prostřednictvím božích poslů (služebná Gentiana, psi Pryna a Umbra). Nyní se má za Noctise vdát. Je půvabná blondýna s velkou odvahou, s velkým srdcem a vznešeným vystupováním, též je nadaná politička a jediná osoba na světě schopná léčit Mor Hvězdy (Starscourge). Po Eosu putovala jen v doprovodu božích poslů, aby pro Noctise připravila dohody s Astrály, avšak to si žádalo velkou oběť. Jako zbraň jí slouží Trojzubec věštce, jedna z Královských zbraní.
- Regis Lucis Caelum CXIII (レギス・ルシス・チェラム113世 - Regisu Rušisu Čeramu Hjakudžúsansei)
  - Dabing: Cutomu Isobe (japonsky), Jim Pirri (anglicky)[13] – Regis je 50letý král Lucisu, Noctisův otec.
- Cindy Aurumová (シドニー・オールム - Šidoní Órumu)
  - Dabing: Jú Šimamuraová (japonsky), Erin Matthewsová (anglicky)[13] – Cindy je 26letá automechanička ze stanice Kladivoun, přitažlivá žena, o jejíž přízeň marně usiluje Prompto. Stará se partě o Regalii.
- Cid Sophiar (シド・ソフィア - Šido Sofia)
  - Dabing: Nobujuki Kacube (japonsky), Jack Angel (anglicky)[13] – Cid je 77letý dědeček Cindy a majitel stanice Kladivoun. Kdysi byl blízkým přítelem krále Regise a bok po boku bojovali proti Niflheimské říši, ale názorově se rozešli. Je však připraven pomáhat Noctisovi.

Záporné postavy:
- Ardyn Izunia (アーデン・イズニア - Áden Izunia)
  - Dabing: Keidži Fudžiwara (japonsky), Darin De Paul (anglicky)[13]
  - Ardyn je hlavní záporná postava hry, záhadná osoba mnoha jmen, neznámého věku a mnoha tváří s nejasnými úmysly. Coby kancléř niflheimského císaře vede jeho jménem politická jednání. Je velice excentrický, oblečen ve výrazném kabátu a klobouku. Je však ze své podstaty démonický.
- Iedolas Aldercapt (イドラ・エルダーキャプト - Idora Erudákjaputo)
  - Dabing: Šózó Ízuka (japonsky), Bob Joles (anglicky)[13] – Iedolas je císař Niflheimské říše, starší muž, který kdysi býval laskavým a lidem milovaným vladařem, ale stal se z něj časem krutý diktátor usilující o světovládu za každou cenu, jenž své výkonné pravomoci svěřil kancléři Ardynovi, aby se staral jen o své přízemní touhy uchopit moc Krystalu. Nakonec se proměnil v démona.
- Verstael Besithia (ヴァーサタイル・べスティア - Vásatairu Besutia)
  - Dabing: Džin Urajama (japonsky), Steve Blum (anglicky)[13] – Versteal je říšským ministrem výzkumu, starší muž a šílený vědec, jenž usiloval o stvoření nejmocnějšího netvora. Za mlada vyvíjel technologie magitek a zabýval se dokonce i vývojem démonů. Nakonec se sám v jednoho proměnil.
- Ravus Nox Fleuret (レイヴス・ノックス・フルーレ (Reivusu Nokusu Furúre)
  - Dabing: Júiči Nakamura (japonsky), Trevor Devall (anglicky)[13] – Ravus je 28letý bratr Lunafrey, princ z Tenebrae, který vstoupil do služeb Niflheimské říše, kde se vypracoval do pozice nejvyššího velitele niflheimské armády, aby se pomstil království Lucis za to, že jeho domovu Regis nepomohl a ponechal napospas říši. Představuje opak své sestry, o kterou má však strach. Ani on neunikl osudu proměny v démona.

### Dějiny Eosu a Kosmogonie
Nejstarší dějiny Eosu shrnuje soubor mytologií, zvaný Kosmogonie (Cosmogony; 創星記 - O původu hvězd). Tvoří ji tyto části: Hexatheon, Věštkyně, Krystal, Prsten, Boží poslové, Dohoda, Odhalení, 15:2 Nadir.
Po vzniku světa se Šestice Astrálů zavázala chránit Eos a jeho obyvatele před všemi hrozbami, i před jimi samotnými. Stvořili lidi k obrazu svému, kteří Astrály uctívali. Jednoho dne dopadl na Eos obří Meteor a Titan tím, že Meteor zachytil a drží ho od té doby nad hlavou zavrtaný kilometry v podzemí, svět ochránil. Přesto byl Eos infikován zkázonosným Morem Hvězdy (Starscourge). Díky elementu ohně od dobrotivého Astrála Ifrita lidé vybudovali globální říši Solheim, vyspělé technologie magitek a vzducholodě. Ifrit si tím vysloužil lásku ledové Šivy, jež si pod jeho vlivem lidstvo zamilovala.
Prosperita dovedla lidi k zavržení Astrálů jako bohů, čímž rozhněvali Ifrita, jenž se rozhodl lidstvo zničit. Postavilo se mu ostatních pět a Eos zachvátila Válka Astrálů, která skončila porážkou Ifrita v bitvě s Bahamutem. Během války vypukla pandemie Moru Hvězdy, Solheim zanikl, populace lidstva se drasticky snížila a svět zaplavili démoni a nekončící noc. Astrálové přinesli na povrch světa dva mocné artefakty k zastavení nákazy: Krystal a Prsten.
Léčbu Moru Hvězdy zahájil léčitel, prvorozený syn rodu Lucis Caelum, jenž se měl stát prvním králem Lucisu. Projevy Moru Hvězdy léčil absorpcí nákazy do sebe, čímž se nakonec sám stal ztělesněním této choroby a Krystal i Astrálové ho odmítli. Z vůle Krystalu se nakonec králem stal jeho mladší bratr Somnus, jenž nakonec temnotu odstranil. Somnus zabil bratra, avšak jeho zkaženého démonického ducha nepřijali ani na onom světě, Mor Hvězdy ho udržel na Eosu, a tak se znovu zhmotněný vrátil, aby „žil“ věčně. Byl zavržen, zdémonizován a uvězněn v Angelgardu. Tento příběh byl nakonec zcela zapomenut.
Astrálové pověřili Somna úkolem chránit Krystal, kterému také říkali „Kámen,“ a Prsten Lucianů, kterým mohl zčásti ovládat moc Krystalu. Po následujících 2000 let Prsten kumuloval moc duchů luciských králů a každý další byl silnější než předešlý. Nakonec přijde Pravý král, schopný ovládnout moc Světla zcela. Mor Hvězdy byl sice potlačen, ale dle proroctví se jednou vrátí a s ním přijde Král Světla, mocnější než Astrálové, a odstraní ho nadobro. Věštci z rodu Nox Fleuret přijali úkol pomáhat králům Lucisu a odstraňovat známky projevů Moru Hvězdy, aby získali pro ně potřebný čas. Astrálové ulehli k hlubokému spánku, aby také vyčkali na příchod Krále Světla neboli Pravého krále. Bahamut se stáhl do nitra Krystalu a chystal Světlo prozřetelnosti.
Následoval věk míru a zformovaly se čtyři velké národy: Lucis, Tenebrae, Niflheim a Accordo. Niflheimské říši vládl šlechtický rod Aldercaptů, Accordo prosperovalo díky obchodu a Lucis s Tenebrae řídily rody požehnané Astrály. Královny Tenebrae z rodu Nox Fleuret byly coby věštkyně schopny komunikovat se spícími Astrály, kteří posílali boží posly, aby lidstvu tlumočily jejich vůli. Nejdůležitější povinností věštkyně bylo pomoci Pravému králi. Lidé si v následujících generacích pamatovali na Astrály jen jako legendy.
Před 755 lety vznikl nový kalendář a Niflheim započal agresivní politiku s cílem získat nadpřirozenou moc králů Lucisu, královen Tenebrae a obnovit slávu Solheimu. Do roku 359 ovládla říše téměř celé Tenebrae kromě Fenestaly. V roce 501 objevila říšská armáda démony, zapomenuté formy života, které se staletí schovávaly v temných hlubinách rozvalin Solheimu, na kterých začali provádět experimenty.
V roce 606 Niflheimská říše bojovala proti spojeným armádám Lucisu a Accorda za využití znovuobjevené technologie magitek. Accordo se vzdalo a stalo se pouhou autonomní součástí Niflheimu, zatímco králové Lucisu s mocí Krystalu vybudovali obří magickou Bariéru kolem království. Po sérii prohraných válek byli nuceni ji zmenšovat, až obklopovala jen korunní město Insomnia, zatímco Niflheimská říše do roku 725 ovládla ostatní regiony Lucianského kontinentu.
Niflheimský císař Iedolas Aldercapt usiloval o rozhodující válku a zahájil masovou výrobu magitekských vojáků na základě zevrubného výzkumu démonů a znalostí kancléře Ardyna Izunii. Tato válka se mu však v roce 725 nezdařila díky moci Krystalu, potažmo Bariéry, jež zaručila Insomnii bezpečí, navíc se princi Regisovi málem povedlo obnovit alianci s Accordem. Mimo město se ale usazovali démoni, kteří během nocí terorizovali obyvatelstvo i ostatní faunu, jako by teror od říše samotné nestačil, když ve frustraci zničila skoro všechna velká města Lucisu. V okupovaných částech Lucisu se v reakci na to zformovala domobrana lovců, kteří kontrolovali posvátná místa, kterých se démoni vyhýbali, a pořádali hony na nebezpečná zvířata ovlivněná démony. Pro lidstvo nastávaly krušné časy a říše dále spřádala plány na dobytí posledního nezávislého kusu Eosu, Insomnii. V roce 744 totiž říše ovládla i poslední zbytek Tenebrae.

### Mor Hvězdy a démoni
Mor Hvězdy (japonsky星の病, Hoši no jamai, anglicky Starscourge) je onemocnění, kterým je zasažen svět Eos ve Final Fantasy XV, jehož následkem se nepřirozeně prodlužuje noc. Původcem je parazitické plasmodium podobné malárii, které způsobuje buněčnou mutaci. Při epidemii nemoc masakruje populaci lidí i zvířat, které promění v démony (japonsky シガイ, Šigai, anglicky Daemon), v ohavná stvoření žijící v temnotě, která loví nenakažené lidi a zvířata. Nesnesou denní světlo, jehož působením mizí a je opět bezpečno. Démoni se vyskytují v podobách monster z ostatních dílů série Final Fantasy. Lék neexistuje a ani Astrálové nemají moc vyléčit celý svět. Pouze Pravý Král ji mít bude.
Démoni se vyskytují v různých velikostech a podobách od prťavých goblinů po ocelové obry olbřímích rozměrů. Obývají pradávné, temné ruiny a kobky. V noci se objevují i venku, ale při východu slunce nebo při porážce v boji se rozplynou v černý dým, tvořící miasma. Účinnou obranou proti nim jsou silné zdroje světla měst nebo nejsilnější modely světel u automobilů. Démoni též nesnesou působení svaté síly na určitých místech, které lze v divočině užít ke stanování. Nejsilnější zbraní proti démonům jsou Královské zbraně králů Lucisu, obsahující sílu Světla. Démony odpuzuje i světlo z Krystalu.
Čím více je na světě démonů, tím delší jsou noci. Věštkyně má moc prodlužování noci bránit, bez ní by se celý svět ponořil do věčné tmy. Prodlouženou tmu způsobují poletující shluky plasmodia, které je na rozdíl od démonů samotných fotofilním mikroorganismem. Shluky pohltí světlo, které se nedostane na zem a tvoří tím přívětivé prostředí pro démony. Nakažení v konečné fázi vylučují miasma, tedy další shluky těchto mikroorganismů, čímž se situace po celém světě dále zhoršuje. Miasma též působí korozivně na kovy.
Člověk či zvíře je po inkubační době, během níž zmohutní a chová se agresivněji než obvykle, proměněn v démona a původní tělo se zcela rozpadne v černý kouř. Stane se součástí miasmatu a po člověku zbude jen oblečení, a proto se jevu původně lidově říkalo „mizící nemoc.“ Démoni jsou v biologickém smyslu nesmrtelní, dokud nejsou zabiti, dále nejsou schopni se množit sexuálně. V ruinách Solheimu jsou proto vzorky stovky až tisíce let staré. Démoni nepijí, nejedí a v místě se zčistajasna zhmotní z miasmatu ve vzduchu nebo z kaluže infikované země. Při porážce v boji se démon rozplyne do vzduchu (miasmatu), nebo se rozteče a vsákne se zpět do země. Démony může tvořit přímou metodou pouze Ardyn, aktuální ztělesnění Moru Hvězdy. Niflheimský vědec Verstael Besithia dovede démony tvořit jen nepřímými a systematickými metodami ze sebraných vzorků.

## Příběh
Průběh Final Fantasy XV je zapsán do 15 kapitol, z nichž 14 tvoří příběh. Dále příběh doplňují krátké příběhy z DLC, tedy epizody Gladiolus, Ignis, Prompto a Ardyn.

### Hlavní příběh
Úvod tvoří tento citát: V neznámém čase bude naději v lidských srdcích držet proroctví: "Až temnota zahalí svět, zrodí se Král Světla." Skupina našich čtyř statečných bojovníků nyní zahajuje svou cestu, připravena bojovat. Co však na čtveřici čeká, ani jeden z nich netuší.Kapitola 1: Odjezd
V hořícím potemnělém městě Insomnia se král se svými přáteli utkal se záhadným ohnivým stvořením, které spustilo salvu plamenů. Dokázali se před žárem schovat za překážku a pak zahájili útok...
V roce 756 dával král Regis v trůnním sále své požehnání na cestu do Altissie korunnímu princi Noctisovi i jeho doprovodu, Gladiolovi, Promptovi a Ignisovi. Před královskou citadelou, kam připravili automobil Regalia, je král ještě dohnal, aby Noctisovi připomněl slušné chování ke své nastávající manželce Lunafreye. Až odjede, nebude se již moci vrátit a aby nezapomněl, že linie Lucianů proudí v jeho krvi. Ačkoliv tato slova Noctis přijal pubertálním způsobem, král proslov uzavřel výzvou, aby kráčel zpříma.
Noctisův sňatek s Lunafreyou byla totiž jedna z podmínek mírových dohod s Niflheimskou říší, se kterou Lucis v uplynulých 150 letech neúspěšně válčil. Noctis s doprovodem v Regalii opustil Insomnii, avšak v poušti uprostřed okupovaného regionu Leide se automobil porouchal. Kvůli neochotě místních museli Regalii tlačit do nejbližšího servisního střediska Kladivoun (angl. Hammerhead). Zde potkali mechaničku Cindy Aurumovou a jejího dědečka Cida, který byl kdysi přítelem krále Regise. Cid se před třiceti lety s králem rozešel ve zlém kvůli tomu, že ponechal okupované regiony Lucis napospas říši.
Opravou auta utratili všechny gily, a tak si na další cestu museli vydělat. Cindy a místní tipař pracující pro lovce je posílali lovit nebezpečná zvířata v okolí a hledat nezvěstné lidi. Jakmile byla Regalia opravena, zamířili do přístavu Galdin Quay, odkud měli lodí doplout do Altissie, kde se měl sňatek uskutečnit. Na půli cesty se přes noc, které jsou nebezpečné kvůli démonům, zastavili v obci Longwythe, aby splnili menší službu Cindy. Zde na Noctise čekal Lunafreyin pes Umbra s deníčkem s květem sylly. Noctis jí odepsal jako pokaždé od svých osmi let, kdy se s Lunafreyou viděl naposledy, a poslal Umbru s deníčkem zpátky za svou paní. Oba vyjádřili touhu se po letech opět vidět a stát se manželi.
V letovisku Galdin Quay narazili na podivného výstředního cizince, který pověděl, že žádná loď neodpluje a že mír ničemu neprospěje. Novinář Dino za restaurací potvrdil, že lodě skutečně nepoplují, a tak čtveřice zůstala v hotelu. Ráno byl Noctis šokován zprávou, že Niflheimská říše přepadla Insomnii, prorazila Bariéru a král Regis je mrtev. Noctis se okamžitě rozhodl vrátit domů. Daleko před městskou bránou viděli, že přístup do Insomnie zatarasila říšská armáda. Stáhli se na kopec za hořící město a Prompto mobilním telefonem sledoval zprávy, dle kterých Noctis i Lunafreya byli též mrtví. Noctis se dovolal maršálu královské gardy Corovi Leonisovi, jenž potvrdil, že Regis během invaze zemřel, a požádal Noctise o schůzku u Kladivouna.
Lunafreya ve skutečnosti přežila a kdesi za Insomnií se shledala s Gentianou, Prynou i Umbrou, a ukázala Prsten.
Kapitola 2: Není cesty zpět
U Kladivouna se dověděli o úskoku Niflheimu, kterým se císař zmocnil Krystalu a chtěl získat i Prstenu Lucianů (viz Kingsglaive: Final Fantasy XV). Cida čtveřici nasměroval k Hrobce Moudrého v rozvalinách města Keycatrich, kde Cor sdělil Noctisovi, že jako budoucí král musí zdědit moc minulých králů, aby mohl osvobodit Lucis a získat trůn. Moc králů vychází přímo z Krystalu, který dle pověstí svěřili Astrálové králům Lucis spolu s Prstenem, jehož nositel získá moc všech dosavadních králů, avšak ta si žádá daň ve formě životní síly. Regis ho často používal k udržení Bariéry okolo Insomnie, proto vypadal mnohem starší než na 50 let.
Noctise rozčílilo, že mu otec neřekl pravdu o pravém účelu cesty do Altissie, a nyní ho tížilo břímě, které musí nést. Cor mu vysvětlil, že Regis toužil, aby si ho pamatoval jako otce, který věřil, že jeho syn ochrání svůj lid. Noctis tedy vstoupil do síně s královskou rakví, kde zareagovala uložená zbraň a prostoupila jím, čímž získal moc první z Královských zbraní. Dále čtveřici dovedl k druhé hrobce a pověděl, že jich je celkem třináct, avšak polohy některých jsou neznámé. Královské zbraně smí používat pouze prvorozený ochránce Krystalu. Noctis může Královské i obyčejné zbraně přivolat do svých rukou a propůjčuje tuto moc i doprovodu. K plnému ovládnutí této moci ale potřebuje Prsten Lucianů.
V zákopech v Keycatrich jim Cor předal klíč od vchodu do druhé hrobky a chystal se na výzvědy. V hrobce na ně skupina démonů nastražila pasti. Po zisku druhé Královské zbraně se v lovecké stanici Prairie setkali s Monikou Elshettovou, Corovou podřízenou, která je poslala k rozestavěné blokádě Norduscean. Zde je Cor informoval, že říše zablokovala všechny cesty do regionu Duscae, a tak s Noctisem musí porazit celou zdejší vojenskou posádku, zatímco Ignis, Gladiolus, Prompto a Monika odlákali pozornosti nepřítele. Na základnu právě dorazil niflheimský brigádní generál Loqi Tummelt v magitekském robotovi, s nímž se Cor už dříve střetl v bitvě. Nyní ho Cor s Noctisem porazil, a tak byla říšská blokáda uvolněna.
Cor opustil partu s vědomím, že Noctis prokázal schopnosti i předpoklady k zisku trůnu. Noctis sice o sobě pochyboval, ale s pomocí přátel pochybnosti potlačil a pokračovali v Regalii na západ.
V Niflheimu si císař Iedolas Aldercapt dal předvolat představitele armády ohledně uprchlého Noctise a ztraceného Prstenu. Ravus byl mezitím povýšen do funkce nejvyššího velitele niflheimské armády. Věděli, že Prsten má Lunafreya a císař ji chtěl mrtvou. Ministr Verstael Besithia navrhl ponechat ji naživu kvůli jejím schopnostem komunikovat s Astrály, avšak diskuzi císař nevěnoval vůbec pozornost kvůli své posedlosti Krystalem.
Kapitola 3: Svět jako na dlani
Překročili hranice regionů Duscae a Cleigne a mířili do Lestallumu, kam z Insomnie uprchla Iris Amicitiová, Gladiolova sestra, jež Noctisovi dříve telefonovala, aby se ujistila, zda jsou zprávy o jeho smrti pravdivé. Z dálky si prohlédli obří lávový Disk Cauthess, kam před dávnými věky dopadl Meteor.
Setkali se s Iris, která utekla do hotelu Leville s pomocí Jareda Hestera, majordoma rodiny Amicitiů. Iris jim pověděla o situaci v Insomnii a o zničení centra města, a že Lunafreya přežila. Ráno si prohlédli město plné potrubí, elektrárnu, obchody a tržiště. O město pečují výhradně ženy, zatímco muži obchodují. Iris vzala Noctise na procházku po zdejších pamětihodnostech, kterou chtěla považovat za rande, z čehož Noctis nadšen příliš nebyl, neboť se měl ženit.
Jaredův sedmiletý vnuk Talcott jim na hotelu pověděl starou legendu o pradávné zbrani hluboko v jeskyních za vodopádem. Dle Talcottova popisu usoudili, že by se mohlo jednat o jednu ze ztracených hrobek, a vydali se vodopád hledat. Za ním skutečně nalezli Ledovou jeskyni Šedokraj, kde se v mrazivém prostředí utkali s mnoha démony, a Královskou zbraň našli. Noctise zasáhla prudká bolest hlavy a viděl halucinace s Diskem Cauthess. Po návratu do Lestallumu ho to přepadlo znovu, a tak se rozhodli prozkoumat Disk Cauthess.
Na vyhlídkové terase opět potkali výstředního cizince z Galdin Quay, který se jim představil jako „Ardyn.“ Pověděl jim báseň, dle níž se Titan pokouší volat Noctise a dokud neodpoví, bude ho hlava bolet dál. Tvrdil, že je vezme přes říšskou blokádu až k Disku, a tak parta opatrně přijala jeho nabídku.
Kapitola 4: Živoucí legenda
Ve dvou autech jeli až do večera a zastavili se k přespání ve stanici Coernix. Gladiolus a ostatní za jízdy spekulovali, co je Ardyn zač, nevypadá ani jako Nifl a už vůbec ne jako Lucian. Při poslechu rádia slyšeli Lunafreyin projev z doby, kdy přijala jako náctiletá poslání věštkyně a léčila lidi nakažené temnotou.
Dalšího dne nechal Ardyn otevřít brány říšské základny kolem Disku, ale dál jeli bez něj. Po skalních strukturách dorazili k ztracené venkovní královské hrobce a jakmile Noctis získal Královskou zbraň, země se rozevřela a obří zářící krystal Meteoru zvedla vysoko nad oblohu ruka hrůzu nahánějícího obra Titana, po tisíciletích spánku. Noctise a Gladiola otřesy oddělily od ostatních, neboť oba spadli do díry pod zvednutý Meteor, kde bylo pekelně horko. Titan promluvil jazykem, kterému Noctis nerozuměl.
Nezbývalo než se dostat zpátky po skalních římsách nad hořícími kameny, kde Noctise opět postihly bolesti hlavy a Titan kolem nich máchal rukou. V průchodu mezi skalami si Noctis stěžoval na námahu a žár, ale Gladiolus mu nazlobeně připomněl, že není sám, kdo tomu čelí. Jako budoucího krále ho chrání svým životem, jako činili všichni Amicitiové před ním. Poté zatelefonoval Ignis, že se Niflheimská magitekská armáda chystá na palbu na Titana. Noctis zlikvidoval bandu magitekských vojáků (MT), ale pak si s ním Titan pohrával a mácháním rukou a nohou se se smíchem přetlačoval s jeho zbraněmi. Nakonec s Gladiolem musel utíkat, než našli Prompta s Ignisem.
Paži, kterou Titan útočil, nakonec čtveřice odstřelila magií ledu. Titan posoudil Noctise jako hodného jeho moci, vnutil mu vizi o své komunikaci s lady Lunafreyou, a tak si Noctis uvědomil, že burcovala Astrály, aby mu pomohli. Následně se Titan rozplynul i s Meteorem a zničil spoustu magitekských letounů okolo sebe. Kráter se začal hroutit, a tak pro čtveřici doletěl jiný letoun s Ardynem na palubě, který prozradil své úplné jméno, Ardyn Izunia, kancléř Niflheimské říše. Byli nemile překvapeni a nechápali, proč jim pomáhá nepřítel, ale neměli na vybranou a nechali se jím dopravit do bezpečí.
Kapitola 5: Temná mračna
O několik dnů později v rádiu hlásili, že otřesy od Disku ustaly, ale Titan, jenž skutečně držel Meteor jako v legendě, zmizel. Lidé se začali obávat, co Titanovo probuzení přinese. Dále byly na příkaz Ravuse, který vysvětlil zmizení Titana propagandisticky jako výborně provedený zásah armády proti nebezpečí, posíleny hlídky v regionu Duscae kvůli povstalcům z Insomnie. Cindy se snažila zjistit, co se stalo s Regalií.
Za čtveřicí, jež uvízla na ranči chocobů, přišel pes Umbra, který je dovedl v lese za Gentianou, jež se zavřenýma očima Noctise informovala o pouti Lunafreyi, která jeho jménem předjedná v oku bouře dohodu s dalším Astrálem. Vyzvala ho k nevychýlení se od své cesty, protože věštkyně i Prsten na něj vyčkají v „městě vodních stěn“. Do deníku jí napsal své poděkování za podporu. Umbrovi řekl, ať poví své paní, že se brzy uvidí.
Noctis vzpomínal na svůj pobyt v Tenebrae, když mu bylo osm let. Tehdy se o něj po útoku mocného démona starala Lunafreya, které bylo dvanáct let, a vyprávěla mu o Kosmogonii, o Krystalu a o jeho poslání Pravého krále, který vyléčí Mor Hvězdy. Tehdy byl příliš malý, aby všemu plně porozuměl. Lunafreya mu pověděla, že jejím posláním věštkyně je mu s tím pomoci. Tehdy jí Noctis odhodlaně slíbil, že se Pravým Králem stane a nezklame ji.
Duscae začala sužovat nekončící bouře, neboť si Astrál Ramuh žádá zpečetit dohodu. Noctisovi radil hlas Gentiany, jak složit Ramuhovu zkoušku. Gentiana se obvykle držela u Lunafreyi, ale dle Promptových fotografií nyní sledovala Noctise a jeho partu. Na chocobech navštívili místa vytyčená blesky. Noctis vzpomínal na první setkání s Gentianou se zavřenýma očima v Tenebrae, jež byla potěšena sblížením jeho a Lunafreyi. S otevřenýma očima mu prorocky řekla, že na jejich vztahu možná bude záviset osud světa. Jakmile Noctis složil Ramuhovu zkoušku v hluboké jeskyni, bouře zmizela a získal schopnost vyvolávat při problémech v bitvě kromě Titana i Ramuha. Mezitím Cindy vypátrala Regalii v pevnosti Aracheole.
Pod rouškou tmy v pevnosti zdemolovali magitekské vojáky i roboty a generátor, který je posiloval. Pomohly jim i Ramuhovy blesky. Než v Regalii odjeli, zdržel je Ravus Nox Fleuret, Lunafreyin starší bratr. Ravus se pokoušel Noctise přimět uvědomit si následky paktů s Astrály, pak v boji přemohl Gladiola svou nadlidskou silou a hrozil Noctisovi. Konflikt ukončil Ardyn s rozkazem stáhnout armádu z oblasti a odstranit blokády. Parta se rozhodla vrátit s Regalií do Lestallumu. Přemýšleli, proč Lunafreyin bratr pracuje pro Niflheim.
Nad městem kroužily říšské letouny a všude vyvěsili niflheimské vlajky. Iris a Talcott vojákům unikli, avšak Jareda popravili. Zde proto dále zůstat nemohou, a tak se rozhodlo o přesunu k majáku Caem na jih. Lodě z Galdin Quay stále nevyplouvaly, tedy mohli použít zdejší tajný přístav v mořské jeskyni, aby se dostali do Altissie.
Kapitola 6: Cestou vpřed
Během noci se Noctisovi zdál hororový sen, v němž s Prynou bojuje a utíká před říšskými vojáky (viz trailer s názvem Omen). Po několika dnech bylo vše připraveno k odjezdu, Talcott jel jiným vozem, a tak vzali Iris do Regalie. I když se tam mačkali, jízdu si užívala. Během cesty si všimli obřího magitekského letounu přistávajícího do říšské základny, kterou se rozhodli zničit jako pomstu za Jaredovu smrt. Nedaleko ve Starém Lestallumu schovali Iris a vydali se pod rouškou tmy na misi. Zrovna tam pobýval generál Caligo Ulldor, zodpovědný za Jaredovu popravu, jenž si otevřeně stěžoval svým podřízeným na Ardyna, který ho nechal sledovat. Ačkoliv se partě podařilo Ulldora zajmout a ukrýt, povedlo se mu utéct.
Noctise napadla seskokem z výšky krásná žena v koženém brnění, výrazné helmě a s magitekským kopím v ruce. Zaklesla kopí do jeho zbraně tak, aby dobře viděl na její obličej a na odhalené bujné poprsí, a v boji s ním koketovala. I když bojovala proti čtyřem, byl souboj s ní velmi tvrdý a trval by dlouho. Bitvu ukončila výskokem na vysokou konstrukci s tím, že se omlouvá, ale skončila jí směna a ona přesčasy nedělá, nezaplatili by jí. Pak zmizela neznámo kam a čtveřice se dohadovala, co byla zač. Prompta později zajímalo, zda by tato žena mohla mít přítele, a ostatní si ho dobírali, jak rychle zapomněl na Cindy.
Ráno vyzvedli Iris a pokračovali dále do Caemu, kde se ve starém domě Iris ubytovala spolu s Talcottem, který zde vybudoval pro dědečka Jareda hrob. Talcotta sem přivezli s předstihem Cindy a Cid, kteří opravovali Regisovu jachtu. Potřebovali mythril. Talcott znal z vyprávění svého dědy místo v oblasti Jezera Nešpor (Vesperpool) na severu Cleigne. Gladiolus tam bez bližšího vysvětlení odmítl jet (viz Epizoda Gladiolus), a tak se tam Noctis, Ignis a Prompto chystali jet bez něj. Mezitím Lunafreya v Altissii četla dojatě poslední zprávu od Noctise, děkujícího za požehnání od Astrálů.
Kapitola 7: Parta tří
Cestou zjistili, že blokády cest k jezeru, kterých se obávali, zmizely. Spekulovali, že je říše zrušila schválně. U jezera narazili opět na Ardyna, jenž se vymluvil, že nad armádou nemá žádnou pravomoc, a dovedl je k nedalekých ruinám, kde čekala žena ze základny s generátory, Aranea Highwindová, komodor niflheimských výsadkářů. Měla „nové rekruty,“ doporučené Ardynem, trénovat v ruinách Háje Steyliff. Členy party okamžitě poznala a nechápala, co má Ardyn za lubem. Cestou dolů jim řekla, že sbírá vzorky démonů, aby z nich říše vyráběla zbraně. Prý s říší poslední dobou není něco v pořádku. Noctis poznamenal, že nejen poslední dobou. Aranea přikývla a svěřila se s touhou odejít z armády. Jako bývalá žoldnéřka hodlala třeba zabíjet démony za peníze. Niflheim se jí zprotivil v osobách císaře Iedolase, nejvyššího velitele Ravuse, a hlavně v Ardynovi, kterého nenáviděla.
Cestou bojovali s mnoha démony, až narazili v nejhlubší komnatě podvodního paláce na mythril, kde se nacházel i Araney cíl, hlídač Quetzalcoatl. Po jeho porážce Prompta zajímaly zbraně z démonů, tak mu Aranea vysvětlila, že říšští magitekští vojáci (MT) se rodí z démonů v laboratoři. Noctise varovala před nadcházející temnotou. Před ruinami nabídla trénink v bitvách s démony, budou-li v budoucnu poblíž. Od kancléře Ardyna dostala instrukci dopravit je svým rudým magitekským letounem do Lestallumu.
Ignis dostal zprávu od Cindy, že její kamarádka z dětství upraví mythril pro jejich potřebu. Z magitekského letounu Araney pohledem spatřili problémy v elektrárně, a tak popřála Noctisovi hodně štěstí. Dál s nimi nesmí, neboť pro to není zmocněna rozkazem. Aranea se poté vrátila k hlídkování v Cleigne a příležitostně seskočila ze svého magitekského letounu, aby pomohla partě s nočními démony nebo při lovu.
Kapitola 8: Mořeplavba
V Lestallumu se setkali s Holly Teulleovou ze společnosti EXINERIS, kontaktem od Cindy. Elektrárnu ovládli démoni a Noctis se nabídl, že je vyžene. Navlékl se do žáruvzdorného skafandru a v souvislosti s tímto incidentem a s informacemi od Araney si všimli, že se poslední dobou stmívá dříve a rozednívá později. Gladiolus byl v elektrárně už s předstihem a po splnění této mise se vrátil k partě a ačkoliv nevysvětlil, kde byl a co dělal, bylo z nové jizvy na tváři jasné, že bojoval. Po odpočinku se vrátili i se zpracovaným mythrilem zpět do Caemu.
K Noctisovi přispěchal Umbra se zprávou od Lunafreyi, těšící se na jejich setkání v Altissii, kam již odcestovala. Do Caemu dorazil také Cor a Noctisovi se omlouval, že nebyl schopen ochránit Regise. Noctis mu nedával smrt otce za vinu. Cid Noctisovi připomněl, že jeho tři spolubojovníci jsou víc než jeho osobní strážci, a proto by se na ně měl za všech okolností spoléhat tak, jako oni spoléhají na něj. Talcott v momentě odplutí Regisovy jachty na Noctise volal, ať se brzy vrátí, neboť Lucis potřebuje krále.
Mezitím do propršené Altissie dorazili Ravus s Ardynem. Ardyn se ho nepříjemně vyptával, zda se viděl s Lunafreyou, a připomněl mu tvrdohlavou předsedkyni zdejší vlády, která stojí v cestě, aby Leviathan zabil sám v zájmu své sestry. Ardyn totiž zná cenu, jaká se platí za dohody s Astrály.
Noctisova parta plula přes oceán Cygillan směrem do Altissie a během cesty probrali opět Ravuse, který v Insomnii přišel o svou ruku. Dostal magitekskou protézu, nadlidskou sílu a byl povýšen. Ta síla možná vycházela z Regisova meče, ačkoliv ho nemohl přímo coby nečlen rodu Lucis Caelum použít. Noctis se kvůli tomu cítil rozpolceně, ale věřil, že nakonec meč Ravusovi sebere. Dále probrali Ardyna, který jim určitě nepomáhal z dobré vůle, ale sledoval své zájmy. Cid jim vyprávěl o své jediné návštěvě Altissie před 30 lety a o těžkém dětství Cindy.
Kapitola 9: Poslání
Noctis doufal, že v Altissii zpečetí dohodu s Astrálem Leviathan. V Altissii si prohlíželi krásy města a nakonec se zatoulali do restaurace Maagho, vedené Weskhamem Armaughem, dávným Regisovým přítelem, který během války proti Niflheimské říši před 30 lety usiloval o obnovu dávného spojenectví s Accordem, avšak záměr se nezdařil a on zraněn zůstal zde. I on si všiml, že se noci záhadně prodlužují a démoni se začali objevovat i zde ve městě.
Dorazila předsedkyně zdejší autonomní vlády Camelia Claustrová, dávná kamarádka Regise. Řekla, že Lunafreya je potají v péči její vlády, avšak Niflheimská říše činí nátlak, aby ji vydala. Požádala proto Noctise o schůzku v její kanceláři. Cestou na hotel si Noctis prohlédl vystavené svatební šaty Lunafreyi ve výloze návrhářského ateliéru.
S Camelií Claustrovou následující den probral Lunafreyin úmysl vyvolat Leviathan, jež je dle legend krutá bohyně, která by mohla Altissii zničit. Niflheimská armáda již byla na cestě sem, aby ceremoniál narušila stejně jako v případě Titana. Hodlala chaosu s tím spojeného využít k zahájení nevyhlášené války Niflheimu, ale požadovala, aby se Noctis a jeho parta zapojili do evakuace obyvatel, kterou tajně nařídila, a do boje proti říši. Po skončení jednání si povzdechla přítomnému Weskhamovi, že celá říše se v posledních deseti letech zbláznila.
Téhož dne Camelia udělila Lunafreye pokyny, kdyby Niflheim způsobil nejhorší, a povolení k rituálu s Leviathan. Poprvé od invaze do Insomnie se Lunafreya objevila na veřejnosti, hlídaná po zuby ozbrojenými niflheimskými vojáky, aby přednesla proroctví shromážděnému obyvatelstvu, mezi kterým čekal Noctis. Lunafreya varovala před temnotou, jež zahalí celý svět, a připomněla pád Lucisu v den, kdy měl být podepsán mír. Vyzvala lidstvo, aby nepropadalo zoufalství, neboť hodlá probudit Leviathan. Přísahala, že bude bojovat proti temnotě a zasadí se o návrat světla, k čemuž poslouží tento rituál.
V obřadních šatech a s Trojzubcem věštce předstoupila k Oltáři Matky přílivu, zatímco obyvatelstvo se evakuovalo a niflheimské vojsko zaujímalo pozice. Zpěvem vyzvala Leviathan k stvrzení dohody s králem, aby získal zpět „Kámen.“ Z vody vyplul kilometry dlouhý mořský had, skutečná podoba Leviathan. Uražená Leviathan napadla Lunafreyu a pokusila se ji sežrat, čímž odhalila přes roztržené šaty její velké vyrážky. Ta se ubránila mocí Trojzubce věštce a s rozhodným výrazem přísahala, že Noctis je hoden její moci. Leviathan souhlasila s dohodou, však pokud Noctis neobstojí ve zkoušce, začne požírat všechny „skvrny“ ve světě, jí počínaje.
Niflheimská armáda zahájila palbu, zatímco rozzuřená Leviathan zvedla obří vír vln tsunami, decimující město i niflheimské vojsko. Z vodní masy vytvářela hady, kterými zasahovala říšské vojáky i Noctise, jehož na „vypůjčeném“ létajícím skútru Prompto dopravil blíže k Leviathan, aby ji mohl k dohodě vyzvat osobně, ale spíše ji ještě více rozzuřil. Noctis s Leviathan bojoval, avšak nebyl schopen zasadit jí větší rány. Špičkou své hlavy Noctise srazila k zemi, ten zůstal nehybný v kaluži krve. Ardyn se přiblížil k Lunafreye, aby na ně zraněný Noctis dobře viděl, a probodl ji nožem. Při tom jí ledově řekl, aby předala Prsten králi a připomněla mu o Krystal. Lunafreya v mrákotách popadla jeho ruku, zalila ji magií Světla, aby mu řekla, že až Pravý Král naplní proroctví, spočinou v pokoji i otroci temnoty. Ardyn se vysmekl a chvíli si se zvláštním výrazem prohlížel ruku, na kterou Lunafreya působila. V magitekském letounu odletěl pryč s tím, že ona spočine první.
Šokovaný Noctis bezmocně sledoval agónii své nevěsty, zatímco Leviathan pokračovala ve svém řádění. Probodnutá Lunafreya však dokázala Trojzubcem věštce přimět duchy králů Lucisu, aby posílili Noctise. Všech třináct hrobek králů se rozzářilo a fantomy Královských zbraní obklopily ležícího Noctise, zbavily ho bolesti a vznesly ho do vzduchu. Pro tento moment získal všechny Královské zbraně, páral s nimi obří ploutve Leviathan a odrazil jimi i útok sežráním, aby nakonec Leviathan rozpáral břicho Lunafreyiným Trojzubcem věštce. Tato forma Armigeru vyprchala, Noctis se snesl na oltář vedle Lunafreyi a ztratil vědomí. Zraněná Leviathan ho hodlala dorazit, ale ve vlnách se objevil Titan a násilím ji donutil zpečetit dohodu. Umírající Lunafreya aspoň zčásti vyléčila magií Noctisovo zranění a pronikla do jeho snu, v němž mu odevzdala Prsten Lucianů a rozloučila se s tím, že její modlitby byly vyslyšeny.
Noctis se probral z bezvědomí až za několik dnů. Lunafreya zemřela a Ignis během bitvy přišel o zrak a obličej mu znetvořila velká jizva přes tvář a oči. V deníčku, co mu zanechal u postele Umbra, na poslední stránce spatřil pouze vlepený květ sylly. Jakmile se vzpamatoval ze ztráty, vydal se s přáteli v Regisově jachtě dál, pryč z Altissie, kam se začal vracet život.
Kapitola 10: Královo srdce
O několik týdnů později se dostali na západní, Imperiální kontinent, neboť Cor v záznamech objevil místo další hrobky s Královskou zbraní. Cestovali transkontinentálním rychlíkem Magna Fortia, který je měl dopravit do Tenebrae, rodiště Lunafreyi. Uplynulé tragédie Noctise těžce zasáhly, a proto odmítal nosit Prsten Lucianů. Jeho deprese dopálily Gladiola, jenž mu ve vlaku před ostatními cestujícími velmi nevybíravě vyčetl neschopnost překonat bolest a neschopnost plnit poslání, které před ním stojí a pro které Lunafreya položila život. Noctise trápila i Ignisova slepota, Prompto se o něj musel starat a v tomto čase jediný působil jako jednotící činitel party.
Jakmile se vzchopil, poslechl si v jídelním voze rádio s projevem Camelie, jež byla ráda, že Noctis přežil, a nyní se vláda soustředí na odstranění trosek, obnovu zničených částí Altissie a hledání Lunafrayina těla. Dle dalších zpráv byl Ravus Nox Fleuret, nejvyšší velitel niflheimské armády, obviněn z velezrady, ze zpackání mise v Altissii a ze způsobení nevyčíslitelných ztrát a odsouzen k smrti.
Vlak, jenž byl přes relativní novotu na povrchu částečně zrezlý, zastavil před setměním na celou noc v Cartanice, kde nádraží i se zdejšími lidmi působilo depresivním dojmem. V noci prohledali opuštěný důl, ale kvůli Ignisovi, jenž se považoval za přítěž, postupovali pomalu. I slepý byl ale schopen boje. Při návratu k vlaku i s další Královskou zbraní, kterou hlídalo žravé malboro, začal sám Ignis chtít zůstat nehledě na hendikep. Přivedl moudrou řečí Gladiola k rozumu a Noctise k znovuzískání odhodlání jít dál jako král.
Ve vlaku pak Noctis probíral s Ignisem jeho zranění, jež utrpěl při střetu s Ardynem v Altissiii, které se štěstím přežil. S Gladiolem probrali nepřirozené prodlužování nocí a po smrti Lunafreyi se den výrazně krátil. Nyní se rozednívalo až v 10 hodin a stmívat se začalo už ve 14 hodin a den se dále rychle zkracoval, o čemž mluvili i ostatní pasažéři. Delší noci znamenají více démonů a zároveň mnohem nebezpečnější druhy démonů. Brzy se takovýmto tempem denní světlo vytratí úplně.
Kapitola 11: Temnota
V regionu Eusciell byla Magna Fortia napadena říšskou armádou a donucena zastavit. Do vlaku se totiž infiltroval Ardyn z očividné touhy dráždit Noctise. Ardyn kouzlem zastavil čas a Noctis na něj zuřivě útočil. Ardynovo neobvyklé chování ho ještě více rozzuřilo, a tak ho přirazil ke stěně, kde Ardyn zoufale naříkal, zda ho vážně chce zabít. Nakonec Noctis omdlel. Prompto ho probral, běh času se vrátil do normálu, ale MT útočili na vlak, tedy je museli zlikvidovat dříve, než by MT dokonali dílo zkázy. Gladiolus s Ignisem vlak znovu rozjeli a Noctis s Promptem ho na střeše vagónů za jízdy bránili před útoky magitekských letounů. Vlak byl po útocích říše značně poškozený a ostatní pasažéři byli k smrti vyděšení.
Po zničení všech letounů Noctis spatřil na střeše vagónu Ardyna mířícího na Prompta pistolí, a tak Ardyna warpem shodil z vlaku. Ke své hrůze ale zjistil, že domnělý Ardyn byl Prompto, kterého shodil z vlaku, a naopak, neboť Ardyn celou dobu od zastavení času používal schopnost výměny vzhledu. Ardyn z toho měl škodolibou radost, knokautoval Noctise a opustil vlak, jenž pokračoval v další jízdě.
Kapitola 12: Konec dnů
Nemohli zastavit vlak, aby šli Prompta hledat, neboť ho stejně vojáci říše už asi zajali, a hlavně démoni by po setmění zmasakrovali jejich vyděšené spolucestující. Na hranicích Tenebrae je démoni přesto napadli, tentokrát poprvé v historii ještě během dne, ačkoliv bylo světlo v poledne výrazně slabší, než by mělo být. Démonů bylo tolik, že je Noctis na střeše nemohl v dlouhém tunelu porazit sám. Zasáhla však Leviathan, vyvolána z nedalekého jezera, jež opatrně smetla vodními hady démony z vlaku. V „podvečer“ dorazili konečně na nádraží ve Fenestale, odkud byl vidět hořící zámek rodu Fleuretů.
Na nádraží bylo mnoho vystrašených obyvatel Niflheimské říše a potkali Araneu, která vysvětlila, že s útoky neměla nic společného. Útočili démoni, loutky říšské armády. Ona a celá její jednotka z niflheimské armády zběhla a nyní chrání uprchlíky. Ignis ji požádal, aby se postarala i o cestující z vlaku, neboť noční jízda do Graley, jejich dalšího cíle, bude dle popisu událostí velmi nebezpečná (viz zrušená Epizoda Aranea). Nabídla své dva bojovníky, Biggse a Wedgeho, aby řídili a bránili lokomotivu.
Poblíž Noctis potkal Marii, služebnou ze zámku Fenestala, kterou zajímalo, zda mu lady Lunafreya předala Prsten Lucianů. Byla ráda, že nepoložila život zbytečně. Ravus by byl také rád. Noctis nechápal, a tak vyprávěla, jak Lunafreya v Altissii žádala Ravuse, aby Noctisovi předal Prsten on, protože jí začalo selhávat následkem její pouti za Astrály tělo. Ravus odmítl, protože to je její poslání a vyzýval ji, aby ještě nalezla sílu. Maria dále řekla, že Ravus měl u sebe Regisův meč a hodlal ho předat Noctisovi, avšak nyní ho nebude snadné vlivem jeho odsouzení najít.
Při návratu do vlaku Noctis potkal holčičku, jež mu pověděla, jak moc se Lunafreya těšila na svatbu a jak byla šťastná, když dorazily její svatební šaty, a že ho opravdu milovala, ale bála se, že ho svatbou zatíží. Noctis poté požádal Araneu, aby našla Prompta, a šli k vlaku, kde Biggs s Wedgem dokončili výměnu zničených vagónů, a odcestovali do hlavního města říše, ovládané démony.
Začalo sněžit a uprostřed dlouhé noci se blížili k průsmyku přes vysočinu Ghorovas, který byl bičován věčným blizardem. U obří mrtvoly Astrála Šivy se objevili démoni, kteří zastavili vlak ledovou pastí. Po jejich likvidaci se ve vlaku ukázal Ardyn. Noctis ho pronásledoval a dohnal ho ve vagónu, v kterém sněhová bouře paralyzovala Gladiola a Ignise. Promrzlý Noctis žádal vědět, kde je Prompto, ale Ardyn jízlivě změnil téma, že toto je „její“ chlad. Do vagónu vstoupila Gentiana se zavřenýma očima a s výrazem, který Ardyn pamatoval z její vlastní smrti. Ta ho lehkým dotykem okamžitě zmrazila.
Ležícímu Noctisovi Gentiana odhalila, že je ve skutečnosti vtělením bohyně ledu Šivy a nikoliv boží posel. Přeměnila se z tmavovlasé dívky v tmavých šatech v zářivě modrobílou, téměř nahou ledovou pannu, aby splnila slib Lunafreye a zpečetila dohodu. Předala mu Trojzubec věštce, další Královskou zbraň. Žádala „Krále králů“, aby obnovil na světě světlo. Šiva splnila i druhý slib Lunafreye a ukázala mu vizi, kde ji Ravus nutil, aby mu přestala pomáhat svou poutí za Astrály, protože ji to bude stát život. Lunafreya nehodlala přestat a vyjádřila, jak moc se s Noctisem chce aspoň na chvíli zase smát, jako když byli malí.
Noctis rozsekal zmraženého Ardyna na střepy, pak poslal oba své přátele zkontrolovat Biggse a Wedgeho a před ním se objevil na chvíli Lunafreyin duch. Noctis se rozplakal a omlouval se jí, že nemohli být spolu. Opět se objevil Ardyn, jenž jízlivě přednesl, že na chvíli cítil pach smrti ledem, ale pak si uvědomil, že je nesmrtelný. Je to jeho požehnání i prokletí zároveň. Ještě jízlivěji mu pověděl, že Prompta najde v Gralee a snad tam najde i Krystal. Během monologu stiskl na zařízení podobném propisce spínač a zmizel.
Vlak se znovu rozjel a trojice projednávala bojový plán.
Kapitola 13: Spása
V tunelu vedoucím do Graley se opět zastavil vlak a démoni se vyrojili jako nezastavitelná vlna. Biggs a Wedge opustili vlak s tím, že se o sebe postarají. Co hůř, královskou moc něco blokuje, tedy trojice nemohla přivolat zbraně. Uprchli do posledního vagónu, kde měli uschovanou Regalii, a kolejištěm v ní prchali k městské bráně, kterou démoni uzavírali. Navíc se ocitli pod palbou strážních věží a po průjezdu bránou dostala Regalie přímý zásah. Vystoupili a spatřili zpustošenou megalopoli bez života, všude jen démoni. Noctis podlezl visící vagón, který se hned poté zřítil, a tak byl od Gladiola a Ignise oddělen.
Noctis tedy pokračoval beze zbraní, pronásledován démony a Ardynovým hlasem. Konečně nasadil Prsten Lucianů, jedinou zbraň, která fungovala na démony. Výtahem se dopravil do ukotvené létající pevnosti Zegnautus a zjistil, že se MT vymkli kontrole a útočili po boku démonů. Cestou ho nadále děsil Ardynův hlas, jenž zřejmě sledoval každý jeho krok. Ze záznamů z kanceláří a laboratoří se dovídal o experimentech s démony a o výrobě MT z klonů napuštěných démonickou podstatou. Docházelo však k únikům démonického miasmatu a v prostorách Zegnautu se začali zhmotňovat démoni. Později i mimo něj a Graleou se šířila „mizící nemoc.“ Počty démonů narůstaly a říše nakonec i přes karanténu ztratila kontrolu nad hlavním městem. Výsledek Noctis viděl venku. Dle dat zpráv k šíření démonů v Gralee docházelo ještě před invazí do Insomnie.
Noctis po pádu z mostu nalezl Ravusovo tělo a Regisův meč, zapíchnutý v zemi. Kolem bylo několik dopisů, z nichž se psalo, že Ravus pochyboval, že by Noctis byl Pravým králem, a snažil se Lunafreyu přesvědčit o marnosti její pouti. Ravus jí přesto tajně pomáhal, dopravoval ji, kam bylo třeba, a zcela ignoroval císařův příkaz. Slíbil jí, že Regisův meč předá Noctisovi, až zpečetí dohodu s Leviathan. Díky Regisově meči mohl Noctis opět bojovat.
Mezitím Gladiolus s Ignisem pokračovali jinudy. Ardynův hlas je dovedl do pevnosti Zegnautus, kde spatřili videozáznam schůzky Ravuse s „císařem“ Iedolasem, z kterého unikalo démonické miasma. Ravus prohlásil, že Noctis je Pravý král a jedině on smí užít Prsten Lucianů. Císař přivolal démony-nekromanty, kteří Ravuse vyhnali z trůnního sálu a přehodili přes zábradlí do díry. Zraněného ho nalezl Ardyn v podobě Noctise, kterého Ravus nazval svým králem, a nese mu meč jeho otce. Ardyn Ravuse zabil dýkou stejně jako jeho sestru, zapíchl meč do podlahy a poházel dopisy okolo.
Gladiolus s Ignisem dle Ardynových pokynů postupovali pevností, až narazili na Noctise, kterého osvobodili z pasti. Nalezli i Prompta, jenž chtěl vědět, zda ho Noctis přijme zpět, a zda je pro ně skutečný. Našli zařízení, jež dle Ignise vydávalo stejný zvuk, který slyšel při selhání zbraní ve vlaku, ale nemohli se dostat dovnitř. Prompto se dovnitř dostat mohl díky čárovému kódu na ruce, který má od „narození.“ Během svého zmizení (viz Epizoda Prompto) zjistil, že se nenarodil v Lucis, ale vznikl v Niflheimu, aby se stal MT jako ostatní klony. Žádal zbytek party, zda ho budou pořád brát jako dřív, jsou jeho jediní kamarádi. Noctis ho s radostí přijal zpět, že na původu nezáleží, a společně zařízení blokující královskou moc zničili.
Narazili na mluvícího démona Forase, trpícího neukojitelnou touhou po Prstenu, který představoval zdémonizovaného Iedolase Aldercapta. V hangáru na ně čekal další povědomý démon, zdémonizovaný Ravus, jehož mrtvé tělo bylo oživeno a přeměněno v démona. Zbytky Ravusovy vůle před bitvou zmučeným hlasem prosily, aby ho rychle zabili. Poté je na témže místě napadly hordy dalších démonů a trojice přátel Noctise vyzvala, ať běží ke Krystalu sám, snad hordu démonů zvládnou bez něj.
Noctis s těžkým srdcem proběhl kolem další hordy démonů do velké komory s Krystalem a očekával, že svaté Světlo vyčistí na jeho žádost svět od démonů. Krystal ale začal Noctise nasávat do sebe. Dorazil Ardyn a vyprávěl: Kdysi zachvátila svět nevyléčitelná nemoc proměňující lidi v démony, ale v Lucis žil léčitel, jenž nakažené léčil vstřebáváním nákazy do sebe a stal se hostitelem nesčetného množství démonů. Avšak žárlivý král, kterého si Krystal ještě nevyvolil, tohoto léčitele ostrakizoval, nazval démonem a udělal z něj monstrum. Ardyn Lucis Caelum je jeho skutečné jméno, Izunia je jen smyšlené. Noctisovi řekl, že zabít ho jako smrtelníka by mu přineslo nicotnou satisfakci. Chtěl, aby Noctis získal moc Krystalu. Jakmile budou Krystal i Král zničeni, bude se považovat za spaseného. Popřál mu, ať se vrátí brzy, zatím bude jen „dělat společnost“ jeho přátelům.
Jakmile Noctis zmizel v Krystalu, dorazili Gladiolus, Ignis a Prompto, od kterých se Ardyn schválně nechal jediným trojúderem „zabít.“ Znovu se zhmotnil, sebral klobouk ze země, vyděsil je svou démonickou podobou a odkráčel pryč. Uvnitř Krystalu v jiné dimenzi, kde sídlí duch Hvězdy, potkal Noctis Astrála Bahamuta, zvaného Drakoniana, jenž ho informoval o jeho osudu a o osudu Eosu. Král dostane moc k naplnění svého poslání a jeho přátelé zatím budou bojovat s temnotou v naději, že se Král vrátí. Uzavřením dohod Šestice Astrálů poznala, že nadešla hodina, kdy Krystal všechno své Světlo přenese na Prsten a korunovace Pravého krále bude dokončena. Pouze Pravý Král zapudí prokletého Ardyna a obnoví na světě světlo. Ardyna, nečistého na těle i duchu, Krystal kdysi odmítl a jeho korunovaci zakázal, neboť se jeho mysl pokřivila záští a touhou po pomstě. Zničení Ardyna provede Světlem prozřetelnosti, jež je mocnější než moc Šestice Astrálů, a kterou získá jedině z moci Krystalu a Královských zbraní, jež přijme na svém trůnu za cenu vlastního života. Bahamut připomněl, že pro Krále mnoho lidí obětovalo všechno, a tak se Král musí obětovat pro všechny. Poté Noctis vstoupil do odrazu Světla prozřetelnosti, aby absorboval moc Krystalu.
Kapitola 14: Návrat domů
Noctis se probudil v kobce na ostrově Angelgard. Umbra mu přinesl psaní, že ho přátelé čekají u Kladivouna. V té tmě bylo sotva čitelné. Na břehu našel Regisovu jachtu a dopravil se sám do vylidněného Galdin Quay. Zde ho přepadli démoni a spatřil, že tmu rozčísne jen špetka nazelenalého světla od zakrytého slunce, které zahalují poletující černé částice. Uvnitř restaurace v přístavu bylo rozmlácené vybavení, šaty barmanky na zemi a další démoni. Noctis se rozhodl zmizet, ale musel si klestit cestu přes další a další démony.
Za přístavem na křižovatce přijel nákladní automobil. Jeho řidič nebyl schopen slov, když Jeho Výsost spatřil. Talcott byl nyní dospělý chlap, od kterého se Noctis dověděl, že v Krystalu spal deset let. Talcott telefonicky oznámil návrat krále a za jízdy zničenou noční krajinou vyprávěl. Noc trvá nepřetržitě od doby krátce po jeho zmizení v Krystalu a svět ovládli démoni. Jediné bezpečné místo na světě zůstalo Lestallum díky elektrárně, kam se stáhlo veškeré přiživší lidstvo. Z Lestallumu je tedy obří uprchlický tábor, chráněný zbytky vojsk a lovci. Mezi lovce patří Prompto, Ignis, Gladiolus a také Iris, která přemluvila Cora k výcviku. Ignis je pořád slepý, ale nepotřebuje už slepeckou hůl.
Cestou do Kladivouna spatřili velké množství démonů. Cid se evakuoval do Lestallumu a nevrátil se, ani když lovci dobyli Kladivouna zpět a zavedli tam světlo. Cindy tam pracuje v garáži a Prompto se snaží na ni udělat bez úspěchu celých deset let dojem. Dorazili na místo a díky tmavým částicím ve vzduchu nebylo vidět ani se světly moc daleko. Kladivouna hlídali ostří a mlčenliví lovci a z někdejší restaurace vyšli ven Noctisovi přátelé v uniformách Královských glév, o deset let starší.
Od Talcotta opodál se dověděl osud ostatních krajin. Accordo bylo zničeno a většina obyvatel nepřežila cestu do Lestallumu. Z Niflheimu přežili ti, které posbírala Aranea a její armáda, která poskytla Lestallumu vyspělé niflheimské zbraně, jinak z Niflheimu nezbylo nic. Pouze kancléř Ardyn Izunia bůhvíco chystá v Insomnii. Zmínil Ignisovy a svoje výpravy do královských hrobek ve snaze najít vodítka a nalezli tam malou zmínku o Ardynovi léčitelovi, kdysi hrdinovi. Vědci zatím zjistili, že démoni jsou bývalí lidé, znetvoření zárodky prorůstajícími jejich těly, jež kompletně změnily jejich chování. Vylučují černé fotofilní částice od ovzduší, které zahalily svět do temnoty. Lék neexistuje, a proto je smrt jejich jedinou spásou. Tma dle vědců sahá až nad ozonovou vrstvu. Talcott se téměř rozplakal, když přiznal svůj díl viny za smrt dědečka Jareda.
Obnovená parta se vydala do Insomnie a před městem naposledy kempovali pod stanem. Insomnia byla zpustošená, pokrytá popelem a hemžící se démony. V podzemní pasáži nalezli improvizovanou základnu královských glév, před níž parta pomohla Corovi proti přesile démonů. Cor pak vyčerpané a demoralizované jednotce mladých glév oznámil, že král Noctis se vrátil. Glévy se srovnaly do řady, salutovaly a jejich deprese zmizela. Corovi bylo potěšením podat králi hlášení.
Královské glévy v očekávání návratu krále (viz Comrades) bránily Angelgard před démony a přesunuly se před půl rokem sem, aby ovládly alespoň nějakou část Insomnie. Noctis všem poděkoval za vynikající práci a žádal jejich pomoc s obnovou světla. Glévy se začaly připravovat na závěrečnou bitvu a Noctis si krátil chvíli několika jejich úkoly. Telefonicky ho kontaktovaly Cindy a Iris, která ho chtěla vidět, aby mu něco důležitého řekla.
Jakmile byl útok připraven, rozpoutal Ardyn ve „své“ Insomnii pravé peklo sesláním roje meteorů, představil Noctisovi bariéru obklopující královskou citadelu, sestavenou z bariéry králů, aby se vysmál, že proti němu využívá jeho vlastní zbraně, vylepšené démonickou substancí. Bránu do citadely nechal hlídat svým mazlíčkem, přerostlým tříhlavým psem Kerberem, jehož porážka nebyla snadná a pomoci musel Cor. Jenže co s bariérou, když se z okolních ulic na ně valily hordy démonů?
Zjevil se duch Lunafreyi, jež vyvolala moc Astrálů. Ramuh blesky sežehl útočící démony, Šiva v sedmici těl postříkala bariéru ledem, jenž se rychle rozpustil a z kaluže vylétla Leviathan, která bariéru škrtila jako had. Titan skočil do centra Insomnie a bariéru pěstí ještě více narušil. Na závěr Bahamut svým světlem ozářil potemnělou a hořící Insomnii, aby meči Ultima zničil zbytek bariéry. Partu uklidnilo, že se moc Astrálů vrátila.
Na nádvoří citadely Ardyn pochválil působivou podívanou, ale Ifrit Pekelník láskou k lidstvu neoplývá. Zažehl se oheň a cca 15 metrů vysoký Ifrit ze svého ohnivého trůnu spustil salvu plamenů na Noctise. Před druhou vlnou se schovali za překážku a pak zahájili protiútok. Tato bitva s Astrálem byla jiná, tentokrát nešlo o žádnou zkoušku, ale o boj na život a na smrt, neboť Ardyn Ifrita nákazou Moru Hvězdy přivedl zpět k životu. Bahamut vyslyšel Noctisovo volání o pomoc a zasypal Ifrita sprchou mečů Ultima, kterým uhýbal. Pak oba zaklesli své meče a Noctis na Bahamutův pokyn usekl Ifritovi roh. Ifrit se rozzuřil, obalil tělo plameny a zasazoval prudké rány mečem. I když se Noctisově partě dařilo způsobit Ifritovi vážné škody, nešlo ho porazit úplně. Ozval se hlas Šivy, jež Noctise v podobě Gentiany obešla, proměnila se v mini-Šivu a společně s dalšími těly vyvolala Diamantový prach, který Ifrita zbavil ohně, zpomalil, až úplně ztuhl. Poté Šiva chladivým polibkem jeho tělo roztříštila. Šiva žádala Ifrita, aby se navrátil ke světlu i k ní, a Noctise, aby obnovil světlo.
Uvnitř citadely si čtveřice prohlédla staré malby proroctví, jež Noctis naplňuje. Museli bojovat proti třem duchům starých králů, staré bariéře, kterou se Ardynovi během deseti let povedlo ovládnout. Mezi nimi byl i Somnus Lucis Caelum I., jenž po své porážce prosil Noctise o odpuštění a o osvobození jeho staršího bratra Ardyna z otroctví temnoty. Před trůnním sálem Noctis žádal Prompta o jedinou fotografii, kterou si vezme s sebou. Uvnitř sálu je čekal Ardyn, sedící na trůnu. Nad sebou měl Krystal a ze stropu visely oběšené mrtvoly krále Regise, císaře Iedolase Aldercapta, Lunafreyi a příslušníka královské glévy Nyxe Ulrica. Ardyn kouzlem znehybnil Noctisovy přátele s tím, že toto bude bitva králů.
Boj se konal před citadelou a část sledovali osobně duchové starých králů. Po chvíli Ardyn zapnul rudý Armiger a vyzval Noctise, aby zapnul svůj. Bitva dvou variací Královských zbraní, však dopadla lépe pro Noctise. Ve třetí fázi byli oba již velmi oslabení a Ardyn skončil ležící na zemi, neschopen pohybu a rozerván Noctisovými údery. Ardyn konstatoval, že je po všem, a ptal se, co udělá? Odstraní démony, přinese mír a znovu ho vymaže z dějin? Noctis mu řekl, že tentokrát spočine v pokoji. Ardyn s úlevou zavřel oči, že na něj počká na onom světě, a jeho tělo zmizelo.
Spustil se prudký déšť a Noctis se před citadelou rozloučil s Promptem, Gladiolem i Ignisem. Vyzval je, aby kráčeli zpříma. Do trůnního sálu se vrátil sám, zatímco trojice se před citadelou musela bít s železnými obry, zhmotněnými z kaluží. Noctis usedl na trůn, zavolal otce, že kráčel zpříma, a povolal moc starých králů. Duch Regise sledoval, jak Noctisem prostupoval jeden duch krále za druhým, aby nabili Prsten Lucianů. Tím Noctisovi způsobovali ukrutnou bolest. Když už zbýval jenom Regis, Noctis v mrákotách ho žádal, aby mu věřil. Jakmile jím prostoupil i Regis, Noctis zemřel a jeho ducha pohltil Prsten Lucianů, který vyslal ohromný záblesk světla do celého světa. Pak se spolu s Noctisem přesunul na onen svět, i s mocí Šestice Astrálů, přičemž Šiva dodala Ifritovu moc skrze jeho useknutý roh.
V záhrobí narazil na démonického ducha Ardyna. Myslel na krále Lucis i na přátele, zatímco se Ardyn chystal bránit. Duch Lunafreyi ho chytil za ruku a magie světla mu obranu překazila. Noctis vyvolal Světlo prozřetelnosti, která mu ze zad vyletěla v podobách všech Královských zbraní. Duchové králů je popadli a výpady vymazali zkaženého ducha Ardyna i sebe. Tím zařídili, aby se už nikdy nevrátil. Prsten Lucianů se poté rozložil společně s Noctisem, který tímto splnil své předurčení.
Světlo zničilo všechny démony na světě a Umbra před citadelou sledoval východ slunce, první po deseti letech. Bylo znát, že desetiletá absence slunečního světla zahubila rostlinstvo a celý Eos připomínal velkou pustinu. Noctis v záhrobí vzpomínal na poslední stanování před bitvou o Insomnii, kdy s potížemi vyjádřil v dojetí vděk přátelům, kteří vždy stáli na jeho straně. Řekl jim, že se během svého dlouhého spánku smířil se svou obětí, a poděkoval jim, že „Vy kluci jste nejlepší.“
Hlavní příběh končí pohledem na vyčištěný a prosluněný trůnní sál insomnijské citadely s velkým množstvím květin na počest krále Noctise Lucis Caelum CXIV. Na trůnu se objevil duch Noctise, vedle něj duch Lunafreyi, oděni ve svatebním úboru. Prohlédli si fotografii, kterou si Noctis vzal od Prompta, a políbili se. Regisův duch k nim promluvil a děkoval Lunafreye, že Noctisovi předala Prsten. Nyní nechť oba poznají štěstí.
Kapitola 15: Konec cesty
Poslední, patnáctá kapitola představuje dodatečný herní prožitek po dohrání příběhu. Kapitola začíná před bránou citadely a prostřednictvím posla Umbry se parta přesune časem do dřívější doby, aby mohla dokončit nedodělané vedlejší úkoly a užít si hru dodatečným způsobem, třeba bojem proti mnohem nebezpečnějším nepřátelům, obstaráním si mocnějších zbraní a předmětů nedostupných během příběhové části. Nebo také proměnit Regalii v letadlo.

### Final Fantasy XV: Comrades
Comrades je multiplayerové rozšíření, které se odehrává po zmizení Noctise v Krystalu. Hlavním hrdinou je uživatelem definovaná královská gléva, sloužící království Lucis při obraně města světla Lestallumu a plněním různých bojových misí. Glévy pracují ve čtveřicích, buď s lidskými spoluhráči, nebo s počítačem ovládanými hráči.
Děj navazuje na zradu královských glév, vyobrazenou ve filmu Kingsglaive: Final Fantasy XV. Spousta zrádců přežila noční boje v Insomnii i následující dobu. Jednoho dne se jim vrátila schopnost ovládat magii, a tak nabídli pomoc při ochraně města Lestallum, jež se s prodlužujícími se nocemi pozvolna stávalo jediným bezpečným útočištěm pro lidstvo na světě, čekající na návrat Pravého krále Noctise. Od Noctisova zmizení uplynulo již půl roku a přirozeného světla zbývalo nad krajinou Lucis velmi málo, jen kolem poledne bylo přítmí, přičemž obloha byla šedivá místo modré. Za tu dobu opadaly všechny stromy a keře na světě, trávy, květiny i zemědělské plodiny uvadly, divocí chocobové vyhynuli a podobný osud čekal ostatní faunu, jež pod neustálým náporem démonů začala být zrovna tak nebezpečná jako ti démoni.
Královská gléva s amnézií se jednoho dne ještě za světla vracela s Libertem Ostiem na korbě nákladního vozu spolu s nákladem úlomků Meteoru, jediným zdrojem elektřiny. Do zabarikádovaného Lestallumu se ale glévy musely probít přes démony zhmotněné skrze nydusové kanály už během zbytků denního světla. Gléva (hráč) se podílel na misích od likvidací nebezpečných nestvůr přes eskortu nákladu a likvidace démonů, aby bylo z Lestallumu zavedeno světlo i do vzdálenějších míst jako ke Kladivounu, do měst Starý Lestallum, Coernix nebo do Galdin Quay. To umožnilo snadnější přesun uprchlíků do města světla, jež bylo rozdělené na část pro uprchlíky a část pro bojovníky. Nejvíce jich bylo z Insomnie, ale do Lestallumu dorazili lidé z celého světa.
Glévy byly později povolány hlasem Bahamuta na ostrov Angelgard, kam dorazily na Regisově jachtě. Účastníky byli hráčova gléva, Libertus Ostium, Elea a Miles. Na Angelgardu je uvítalo pět Astrálů, kde Bahamut hodlal vyzkoušet věrnost a odhodlání glév bojem. Buď ho porazí, nebo zemřou jako zrádci. Po bitvě s ním jim Bahamut odpustil zradu krále Regise, když spatřil, za jak velký závazek považují ochranu světa. Gentiana otevřela vstup do vězení a vysvětlila glévám, že ostrov musí být ochráněn, neboť se král Noctis ze svého dlouhého spánku v Krystalu probudí právě zde. Čtveřice glév bojujících s Bahamutem byla vyvolena k ochraně ostrova společně s Gentianou před démony.
Ostatní glévy poté nadále působily na území Lucis a odháněli od měst démony, kteří byli každým dnem silnější. Jakmile kolem poledne začala obloha zůstávat jenom rudá a slunce již vůbec nevysvitlo, byly všechna zbylá obydlená města a vesnice opuštěny a obyvatelstvo se přemístilo do Lestallumu, nebo podlehlo nákaze a přeměnilo se v démony. Jakmile zmizela i rudá obloha kolem poledne, zbyla na světě už jen černá tma a oblohu křižovali obří létající démoni. Krajinou se od té doby již hemžili jedině démoni. Deset let po Noctisově zmizení zalilo Angelgard na moment zvláštní světlo, a tak byla čtveřice glév a Gentiana svědky jeho návratu. Po přečtení vzkazu od Umbry si s nimi Noctis krátce promluvil, ale na Regisově lodi odcestoval sám. Není známo, zda se dožili vysvitnutí slunce o nějaký čas později.

### Epizoda Gladiolus
Epizoda Gladiolus se odehrává během Kapitoly 7, kdy se od Noctisovy party oddělil Gladiolus. Ten se totiž po střetu s Ravusem v pevnosti Aracheole obával, že není dost silný, aby Noctise ochránil.
Před třiceti lety byly objeveny v údolí Taelpar Crag v Cleigne pradávné ruiny, zvané Vznětlivé kolbiště (Tempering Grounds), v jejichž hlubinách sídlí duch mistra šermíře Gilgameše, jenž sloužil jako štít krále zakladatele Somnuse. Na místo bylo z Insomnie vysláno mnoho výzkumných expedic, jež končily smrtí všech účastníků až na jediného: Cora Leonise. Díky tomu, že jako jediný přežil střet s Gilgamešem, navíc v pouhých 15 letech, dostal přezdívku „Nesmrtelný.“ Gladiolus tedy Cora vyhledal a sdělil mu, že chce podstoupit Gilgamešovu zkoušku jako kdysi on.
Společně tedy oba vstoupili do ruin, kde Cor pomáhal Gladiolovi překonávat různé nástrahy, avšak Gilgamešovy menší zkoušky musel Gladiolus zvládnout sám. V hlubinách ruin se odehrála konečná zkouška, kdy se s duchem Gilgameše střetl v boji na život a na smrt. Po odvážném boji Gladiolus svého pradávného předchůdce ve funkci králova štítu přemohl, a tak ho Gilgamešův duch pasoval do role štítu Pravého krále a uznal, že jediné, z čeho má Gladiolus strach, je obava z toho, že by mohl být příliš slabý k ochraně Noctise. Gilgameš ukázal svou ztracenou paži ze souboje s Corem před třiceti lety a daroval Gladiolovi jeho katanu Gendži, kterou tam tehdy ztratil.
Na konci Gladiolus s Corem opouštějí ruiny a Gladiolus mu pověděl o chvále, kterou na něj pěl sám Gilgameš.

### Epizoda Ignis
Epizoda Ignis se odehrává během Kapitoly 9, kde Noctis bojuje s Leviathan. Epizoda má dva různé konce dle rozhodnutí Ignise. Zahájena byla Ignisovou vzpomínkou na první setkání s Noctisem, když byli oba malí chlapci. Regis pravil, že král nemůže vládnout přešlapováním na místě, král musí kráčet stále vpřed, přijímaje následky svých činů, neotáčeje se za sebe.
Během evakuace Altissie se Ignis oddělil od dalších přátel a mířil lodí k oltáři za Noctisem, který hlídal rozlícený Titan, likvidující niflheimské magitekské letouny. Pronásledoval ho brigádní generál Caligo Ulldor v magitekském robotovi, jenž odmítal splnit Ravův rozkaz stáhnout se. Ulldorovi zasadil poslední úder sám Ravus, jenž také mířil k oltáři, ale on za Lunafreyou, a tak spojili své síly. Před Oltářem Matky přílivu nalezli umírat Prynu, která Ignise obdařila vizí pravdy ohledně Noctisova předurčení Pravého krále. Opodál leželi omráčený Noctis a umírající Lunafreya. Rozzuřeného Rava, jenž vinil Noctise ze smrti své sestry, musel Ignis zklidnit. Jakmile zemřela, Ravus lamentoval, že Lunafreya nikdy neměla normální život a nebude mít klid ani po smrti, dokud nebude proroctví naplněno. Její tělo se rozplynulo a zůstal po ní jen němý duch. Dorazil Ardyn, zamaskovaný jako Gladiolus, avšak Rava neoklamal. Během potyčky získal Ignis Prsten Lucianů a Ardyn přemohl Rava. Zadrženému Ignisovi Ardyn nabídl přidat se na jeho stranu, nebo zemřít.
Ignis se odmítne přidat k Ardynovi
Ignis si v zoufalé situaci nasadil Prsten Lucianů a duchové starých králů mu propůjčili svou moc výměnou za jeho slepotu coby krvavé oběti. Díky tomu byl Ardynovi rovnocenným soupeřem a vysloužil si Ravův respekt, ale přes obličej měl vypálenou ohromnou jizvu a přišel o zrak. Jakmile se o několik dnů později Noctis probral, slepý Ignis mu navrhl ukončit výpravu, neboť od Pryny věděl, že na konci čeká Noctise smrt. Noctis ho odmítl uposlechnout, že by oběti ostatních přišly vniveč. Ignis to přijal a slíbil další podporu. O deset let později si promluvili během posledního stanování o samotě. Ignisovi děkoval, že vždy stál při něm. Ignis se tiše rozplakal, když ho Noctis vzal za ruku a pevně ji stiskl stejně, jako při jejich prvním setkání v dětství.
Ignis se přidá k Ardynovi
Ardyn vzal Ignise do pevnosti Zegnautus jako návnadu pro Noctise. Nedaleko byl Krystal, jehož přesnou polohu Ignisovi prozrazoval Lunafreyin hlas hovořící o roli Pravého krále. U Krystalu mu Ardyn s dávkou ironie prozradil, že chce, aby Noctis získal veškerou moc Krystalu, a prozradil své skutečné jméno Ardyn Lucis Caelum. Dva tisíce let čekal na vykonání pomsty a Ignisovi ukázal rozsah své moci. Ignis od Pryny věděl, že Noctis zemře, pokud naplní proroctví, a tak prohlásil, že celý svět pro něj neznamená nic, pokud musí jeho přítel zemřít. Nasadil si Prsten Lucianů, ale staří králové žádali jeho život. Porazil Ardyna a na čas ho zapudil. Umírajícího Ignise nalezli Noctis s Gladiolem a Promptem, které sem dopravil Ravus. V této dějové linii se cesta vlakem přes Niflheim a Tenebrae vůbec neuskutečnila, Ravus nezemřel a Prompto nebyl zajat. Noctis smutnil, že neochránil své blízké a žádal Krystal o záchranu Ignise. Kolem nich začaly poletovat éterické okvětní lístky sylly, jež vyléčily Ignise. Noctis od něj převzal zpět Prsten Lucianů a vkročil do Krystalu, kde strávil následujících deset let, zatímco Eos se ponořil do věčné tmy. Ostatní se vrátili do Lucis a Ignis se pustil do zkoumání dějin a královských hrobek.
O deset let později na partu čekal v Insomnii před citadelou Ravus, aby Pravému králi předal Meč otce. Ravus doprovodil čtveřici do trůnního sálu ke střetu s Ardynem. Eos opět zalilo sluneční světlo, Noctis v této časové linii přežil střetnutí s Ardynem a usedl na trůn. Ignis se mu přišel coby jeho podřízený a přítel uklonit. Příběh skončil, aniž by vysvětlil, zda bylo naplněno proroctví, zda byli svět a Ardynův zkažený duch očištěni od Moru Hvězdy. V knize Final Fantasy XV: Official Works je uvedeno, že Ignis sestavil tajný plán, kterým překonal i původní řešení Astrálů.

### Epizoda Prompto
Epizoda Prompto se odehrává během Kapitoly 12 a vypráví Promptovy zážitky po jeho shození z vlaku. Tato epizoda využívá prvky FPS a Prompto má na výběr různé zbraně: meč, pistole, samopal, RPG a granát proti hlídkujícím MT.
Prompto několik dní v zasněžených horách unikal MT a před umrznutím ho zachránili jeho pronásledovatelé. V magitekské továrně mu Ardyn vrátil pistoli a řekl mu, že se narodil zde a ne v Insomnii. Prompta, jenž tomu odmítal věřit, vyzval ke střetnutí s „otcem.“ Nalezl několik záznamů od Verstaela Besithii ohledně produkce MT z démonifikovaných lidských klonů. V nádržích spatřil spící klony, které všechny vypadaly jako on sám a měly na zápěstí vytetovaný tentýž čárový kód jako on. Dověděl se o incidentu, kdy agenti Lucis před dvaceti lety získali jeden vzorek. Prompto nakonec potkal Verstaela, měnícího se v démona. Ardyn si pochvaloval dojemné je setkání „otce“ a „syna“ a Verstael šokovanému Promptovi vysvětlil proces klonování k výrobě MT s tím, že démoni jsou nadřazená forma života, kterou lze dále vylepšit technologií magitek. Usiloval o sjednocení své vlastní duše s ohromnou příšerou vlastní konstrukce. Prompto svého „otce“ zastřelil a Ardyn ho obvinil z otcovraždy.
Do síně vtrhli MT a také Aranea Highwindová, pátrající po Verstaelových dokumentech. Byla překvapená, že zde nalezla Prompta. Pomohla mu vzpamatovat se z šokujících odhalení a dala mu sněžný skútr, na něm z továrny uprchl, pronásledován mnoha MT a letounem. Aranea nalezla Prompta v noci u ohniště u zmrzlého jezera, kde se snažil ohněm zničit své tetování na zápěstí. Snažila se přimět ho k návratu za svými přáteli, ale Prompto si zoufal, že je klon, který se měl stát MT. Pochyboval, že Noctis a ostatní ho přijmou zpátky. Aranea mu pověděla, že na původu nezáleží, a rozzlobeně mu vyčetla jeho pláč nad tím, co si myslí ostatní, když ani neví, co sám chce, zvláště když mu řekla, že ji Noctis žádal, ať ho najde. Poté odešla.
Další den Prompto nalezl ve sněhu rozbitého MT a litoval ho. Představil si, že je jeden z nich a útočí na něj Noctis. Vzpomínal na své dětství bez kamarádů a s tajemstvím na zápěstí. Vzpomínal na Prynu, kterou kdysi nalezl zraněnou, a na Lunafreyin dopis s žádostí, aby se stal Noctisovým kamarádem. Prompto tehdy její žádosti nerozuměl, ale dělal vše, aby se zlepšil ve všech směrech. To se mu podařilo, ale nadále žil ve strachu, aby ho Noctis a další noví přátelé neopustili. Zjevil se mu duch Pryny, který ho dovedl k dalšímu rozbitému MT. Představil si sebe jako tlustého chlapečka a dával si kuráž. Pochopil slova Araney a rozhodl se najít vlastní cestu beze strachu, jak zareagují ostatní. Krátce poté se s ní znovu setkal a doprovodil ji do další továrny, aby společně zničili Verstaelovo monstrum, které vzniklo bez povolení od císaře Aldercapta. Nejprve zničili experimentální magitekské monstrum Barbaruse, fúzi magiteku a savce.
Mezitím byl spuštěn Immortalis, obří magitekská housenka s Verstaelovou démonickou duší. Prompto s Araneou před ním prchali na sněžném skútru, vyzbrojeným kulometem. Aranea řídila a Prompto střílel po Immortalis, který hlasem Verstaela hrozil zničením světa. Prompto po zničení Immortalis prohlásil, že se vypraví do Graley za Noctisem, aby jim přiznal pravdu. Rozloučil se s Araneou, která sledovala, jak na sněžném skútru míří k hlavnímu městu. Z jiného místa ho sledoval Ardyn, broukající melodii vítězné fanfáry. Prompto byl nakonec Ardynem dopaden a uvězněn v pevnosti Zegnautus jako návnada pro Noctise. Po své záchraně se mu Noctis omlouval za shození z vlaku. Prompto mu odpustil a připomněl, že se také nechal napálit. Noctis mu řekl, že nezáleží na původu a sní o usmíření mezi národy Lucis a Niflheimem. Prompto ho pochválil, že promlouvá jako opravdový král.

### Epizoda Ardyn
Epizoda Ardyn se odehrává v různých obdobích dlouho před Noctisovým narozením. Měsíc před vydáním této DLC vyšlo krátké anime s názvem Final Fantasy XV: Episode Ardyn – Prologue, kde se odehrálo:
Před 2000 lety démoni a Mor Hvězdy pustošili svět. Astrálové obdařili šlechtu z rodu Lucis Caelum schopnostmi tomu čelit, a ti se stali vůdci zbylé populace, jež po pádu Solheimu klesla na úroveň středověku. Astrálové, uctívaní jako bohové, hledali krále všech lidí a vybírali ze dvou kandidátů: mladý válečný hrdina Somnus Lucis Caelum a starší, 33letý léčitel Ardyn Lucis Caelum. Rozhodnutí bohů měla tlumočit první věštkyně Aera Mirus Fleuret, sloužící ve vysoké věži s Krystalem. Navečer vyděsila vesničany infikovaná dívka a v noci vedli Somnus a Gilgameš útok armády na obyvatele. Infikované i ty z infekce podezřelé zaživa upálili. Znechucený Ardyn si ráno prohlédl ohořelou hromadu těl a starší muž ho informoval o Somnových činech. Ardyn na prosbu starší ženy zachránil její dceru absorpcí Moru Hvězdy do svého těla, dostal křeč do černající ruky, ale dařilo se mu efekt léčby na jeho samého tajit.
Ardyn učil obyvatelstvo, že Mor Hvězdy není nevyléčitelná nemoc, avšak lid byl názorově rozdělen. Někteří vyjádřili přání, aby se králem stal Ardyn, přestože ten o trůn neusiloval za každou cenu. Nedaleko se potají setkal se svou milenkou Aerou, která za ním utekla z hradu. Společně zkoumali solheimské ruiny, jejichž historie, účel, název a architekt jsou neznámí. Aera ho u velkého vodopádu ujistila, že kdyby celý svět zapomněl na něj, ona si ho bude pamatovat navždy. Večer se vrátila do hradu, ale Ardyn se v lese skrýval před Somnovými hlídkami. Dostal záchvat, vypustil do okolí velký oblak miasmatu a zkolaboval. Aera se v noci modlila ke Krystalu, který se náhle rozzářil a Bahamut jí sdělil rozhodnutí. Somnus se k ní vetřel a vyzvídal. Mlžila, že Krystal nemá vlastní vůli, ale pak mu vše řekla. Ardyna ráno našli jeho příznivci. Před jejich domem se shromáždil velký dav a oznámil, že bohové zvolili za krále Ardyna.
Na vrcholu věže na trůnu pod Krystalem měla Aera Ardyna slavnostně korunovat, ale před klanící se dav předstoupil Somnus, aby se sám drze prohlásil králem. Šokovanou Aeru zadržel Gilgameš a Somnus svůj výstup vysvětlil jako lest k vylákání zrádce. Ardyn tvrzení zpochybnil, a tak oba bratři tasili meče. Ardyn byl silnější a Somna vyzval, ať zanechá boje a bude mu odpuštěno, avšak znepokojivě se rozkašlal. Somnus vhodil kopí a warpem ho probodl. Aera vletěla mezi ně, ale Somnus ji jediným sekem meče usmrtil. Zdrcený Ardyn následkem žalu zcela podlehl infekci Moru Hvězdy. Zežloutly mu oči, zčernala kůže, vypustil miasma a démonickým řevem vyhnal přítomné z věže. Somnus litoval, že se z bratra stal přesně takový běs, jak všem tvrdil. S Gilgamešem sekal do Ardynova démonického těla, ale ten si jich nevšímal, jako by necítil bolest. S Aerou v náručí stoupal šouravě po schodech ke Krystalu, dotkl se ho a žádal bohy o pravdu, kdo je tedy králem. Krystal ho sprškou svaté energie knokautoval a s mrtvou Aerou dopadl pod schodiště. Uvědomil si, že není hoden. Somnus ho následně popravil, z věže se uvolnilo velké množství miasmatu a Somnus s vážným a smutným výrazem sledoval nezastřené sluneční světlo, jež náhle zalilo svět. Ardyn se pak znovu probudil k životu a Somnus dal bratra coby nesmrtelného netvora uvěznit do temné kobky na ostrově Angelgard do řetězů. Zde Ardyn strávil v naprosté tmě téměř 2000 let. Dostal přízvisko „Adagium“ a z historických pramenů byly vymazány zmínky o Ardynovi, v němž se s každým rokem hromadila zášť vůči celému rodu Lucis Caelum.
V roce 766 Ardyn očekával v citadele Noctisův příchod a vzpomínal na svou první návštěvu Insomnie v roce 734. Tehdy ho vezl taxík a Ardyn skryl svou totožnost změnou vzhledu dle nezvěstného důstojníka luciské hradní stráže Marse Sapientii. Ten den bylo výročí založení království Lucis, Ardyn se smísil s davem a teatrálně zvolal: „Nechť začne ohňostroj.“ Nic, a bylo mu trochu trapně. Z vedlejší ulice se ozval křik lidí prchajících před Ifritem Pekelníkem a Ardyn proklínal rozmary bohů.
Vzpomínal na rok 721, kdy ho snícího o Aeře, které se pod stromem kdysi chlubil svým božím požehnáním a líbal ji, probudili niflheimští vojáci mladého Verstaela Besithii, jenž ho vypátral dle pradávných textů. Jak Ardyna vedli pryč, přepadli je lucianští gardisté, střežící Adagium. Své přízvisko slyšel Ardyn poprvé a dostal bezsmrtný záchvat, pobil hlídky démonickou silou a jejich velitele rozpustil v miasma Morem Hvězdy. Šokovaný Ardyn omdlel poté, kdy ho zalily důstojníkovy vzpomínky, zatímco to Verstael pobaveně zpovzdálí pozoroval. Ardynovi se zdál další sen o Aeře, kde ji Somnus u stromu zabil. S křikem se probral o sedm měsíců později ve Verstaelově magitekské továrně. Verstael ho dal zavolal na oběd, nad kterým se Ardyn nejprve pomodlil. Versteal mu nabídl pomoc zorientovat se, vysvětlil mu výsledky svého bádání a netajil nadšení z jeho moci nad démony, z jeho nesmrtelnosti a ze schopnosti měnit v démony ostatní, proto je... Ardyn skočil do řeči slovem zrůda. Dle Verstaela nikoliv zrůda, ale zázrak. Dle jeho názoru se Ardyn vyrovná bohům a říše ho potřebuje ke zničení Lucis, po čemž přece musí také toužit. Ardyna znechutilo klonované maso a záležitost Lucis odmítl jako věc daleké minulosti.
Verstael mu dále ukázal zmražené tělo Ifrita Pekelníka a nabádal ho k jeho přeměně v démona, aby dostal znalosti nedostupné smrtelníkům a zbraň coby boží trest pro Luciany. Zděšený Ardyn se ho ptal, co může vědět o tom, co chce, ale Verstael ho odbyl, že stejně nemá na vybranou. Chystal se mu představit technologie magitek z pozůstatků Solheimu, ale přepadli je Luciané. Ardyna postihly halucinace a vnímal je jako duchy Somna, pějící o své slávě.
Následoval výbuch a do haly se prosekal Ifrit, jenž byl za urážku svého božství velmi rozhněvaný a zabil zbylé Luciany. Po krátkém boji chytl Ardyna do ruky a ptal se, co zde pohledává člen rodu Lucis Caelum. Ardyn Pekelníka žádal o moc zničit Somna, jeho lid a o spálení království na popel. Ifrita infikoval Morem Hvězdy a jeho staré vzpomínky mu způsobily šok. Ifrit se snažil bránit slovy, jak se opovažuje spoutat boha, avšak byl násilím přinucen s ním stvrdit dohodu. Ardyn vyčetl, že Krystal tehdy ukázal Aeře jeho podobiznu a ne Somnovu.
Postihla ho další halucinace s Aerou v bolestech, kde přiznala porušení vůle bohů tím, že vše řekla Somnovi, který se proti nim obrátil, a proto se cítí zodpovědná za zničení jeho budoucnosti. Ardyn žádal bohy, proč oba musí trpět. Aeře se přitížilo, když ji Ardyn nechtíc infikoval Morem Hvězdy. Odmítla jeho zoufalé snahy to napravit, protože žádala trest za své hříchy. V ruce se mu objevila dýka a za ním Somnův duch našeptávající, ať ji zabije. Somnus se s Ardynem přetahoval o dýku, až byla Aera zabita a pak se mu vysmál. Ardyn přísahal, že mu tohle nikdy neodpustí, a bohům vzkázal, že už u nich nebude hledat odpuštění, protože si zvolil cestu krve a temnoty. Se smíchem šílence poprvé přijal Mor Hvězdy jako svou součást.
Přijal jméno Ardyn Izunia, asistoval Verstaelovi při vývoji MT a za tento úspěch byl jmenován kancléřem niflheimského císaře Aldercapta. Příběh se vrátil do roku 734, do boje v Insomnii proti královské gardě za pomocí Ifrita. Oficiálně to byla infiltrační mise s cílem zničit posilovače bariéry, chránící město. Ardyn v podobě Sapientii pro obyvatelstvo natočil a zveřejnil video o božím trestu a o tom, že svůj svátek slaví naposledy. Své řádění si Ardyn zlomyslně užíval a novopečený král Regis Lucis Caelum hodlal ukončit hrozbu osobně, i když se gardistům nedařilo útočníka ovládajícího Ifrita identifikovat. Ardyn ničil posilovače, jejich strážce a všechny památky na Somna v ulicích. Po zničení třetího posilovače dostal od Verstaela příkaz ke stažení se, neboť armáda zahájí bombardování oslabené bariéry. Ardyn neuposlechl s tím, že jde zabít krále, což původně vůbec nebylo v plánu. Dle Ardyna jeho část skončila a ať Verstael a armáda zaměstná „muže v černém.“
Ardyn se před citadelou utkal s Regisem, aniž mu ukázal svou pravou tvář. Ukázal mu jen rudé královské zbraně, a tak ho Regis identifikoval jako Adagium, avšak Ardyn byl pro něj příliš silný. Ardyn si na něj stoupl a bitím ho nutil k vyvoláním Staré bariéry. Regis upadl do bezvědomí, z Prstenu Lucianů vyšlehlo světlo a před citadelu se zhmotnila lucianská forma Somna, po dvou miléniích se konala odveta. Somnus se divil bratrově síle a vyzýval ho k návratu do temnoty. Během bitvy litoval svých tehdejších skutků a omlouval se za svou žárlivost na Ardynovy schopnosti a oblibu obyvatel, vše ale dělal pro blaho lidu. Pro Ardyna to byla snůška lží a uštědřil mu konečný úder Ifritovým pekelným ohněm. Somnův duch, sražený na kolena, žádostí o pochopení Ardyna jen více rozzuřil, a tak mu smutně popřál, aby jeho duch nalezl klid.
Bezvládného Regise Ardyn hodlal popravit, ale Bahamut mu zakázal dopustit se královraždy. Sprškou mečů Ultima zlikvidoval Ifrita i Ardynovo tělo. Ardyn se ocitl v krystalovém světě a rozčiloval se, proč mu bohové odpírají pomstu, ale Bahamut vysvětlil, že má jiné předurčení: zalít svět temnotou, neboť se brzy narodí Pravý Král, jenž tuto temnotu obětováním svého života odstraní. Ardyn se zlobil, proč musí nadále trpět, copak již neobětoval dost? Dle Bahamuta jeho utrpení ukončí Pravý Král, jenž tak ukončí rod Lucis Caelum a Ardyn tím završí i svou pomstu. Tak praví osud a tak se stane. Ardyn si to shrnul, že tedy nikdy neměl být zachránce lidstva, ale pouhá obětina posledního dědice proklatého trůnu. Bahamut mu to potvrdil a pravil, že pokud se osudu vzepře, čeká Adagium neživot ve věčné temnotě bez možnosti zemřít.
Ardyn se rozhodoval. Pokud se podvolí, je Bahamutem vyzván, aby konal dle dikce osudu. Ardyn pak marně křičí do prázdna na Somna a Aeru, zda o tom všem tehdy věděli. Pokud se nepodvolí, odplivne si, že se nikdy neprosil o žádné takové požehnání a nehodlá před ním klečet. Bahamut bez mrknutí nazval jeho drzost jeho zhoubou. Ardyn mu na oslovení „smrtelníče“ ukázal svou démonickou podobu a představil svou cestu krve a temnoty. Bahamut ho nazval ubohým tvorem a spoutal ho meči Ultima. Vyvolal ducha Aery, která vzpurného Ardyna dvakrát velmi bolestivě bodla Trojzubcem věštce do břicha, potřetí do srdce. Bahamut se ho pokoušel zlomil a Aeřinými ústy připomněl, že na světě je vše předurčené, Král Králů své předurčení naplní a jedině blázen se tomu postaví.
Ardyn je bez ohledu na své rozhodnutí uvolněn a zhmotní se ve své bývalé cele v Angelgardu, odkud vyšel ven s tím, že je mu všechno jedno, bohy i krále Lucisu pošle do pekel. Představil si naposledy v životě pod stromem sebe a Aeru, která tentokrát spolupracovala se Somnem, a oba je zavraždil dýkou. Se smíchem šílence si přísahal, že vyláká „krále světla,“ zabije ho a uvrhne celý svět do věčné temnoty.

### Final Fantasy XV -The Dawn of the Future-
Ke hře měly přibýt ještě tři další DLC: Epizoda Aranea, Epizoda Lunafreya a Epizoda Noctis. Ty však byly zrušeny a náhradou je za ně kniha s názvem Final Fantasy XV -The Dawn of the Future-, jež vede k alternativnímu (dobrému) zakončení příběhu. V knize je i shrnuta Epizoda Ardyn.
Ardyn:
Tato část vypráví Epizodu Ardyn včetně prologu. Přináší popis Somnova charakteru, a Ardynových myšlenek a pocitů. Po smrti jejich rodičů se oba bratři hádali kvůli Moru Hvězdy, jenž se šířil rychleji, než ji stačil Ardyn léčit. Somna marně přesvědčoval ideály, že infikovaní a démoni jsou jen nevinné oběti. Dle Somna léčbou po jednom pouze určoval, kdo přežije a kdo ne, protože jinde se mnoho dalších zatím promění. Somnus považoval Ardynovo odmítání tvrdé reality za špatnou vlastnost budoucího krále.
Ardyn si časem uvědomil, že jeho boží požehnání spočívá pouze ve schopnosti absorpce Moru Hvězdy do svého těla, jež vydrží výrazně větší míru infekce než u ostatních a nevěděl, jak se nákazy zbaví on sám. Kvůli léčení si zahaloval tělo kvůli zakrytí černých skvrn a bránění úniku miasmatu do ovzduší. Až v Angelgardu si přiznal, že by se tím časem proměnil v nemyslícího démona úplně. Prvních několik staletí trávil v řetězech tvorbou myšlenek, co by se stalo, kdyby s Aerou utekl a zmizel, ale pak si uvědomil svou nesmrtelnost i nepotřebu jíst či pít. Při svých představách sebe, Aery a Somna pod stromem si byl plně vědom, že jsou to výplody jeho fantazie, přesto ho v nich Somnus doháněl k vzteku. Nikdy nepřišel na to, co se během korunovace přesně stalo, ale Krystal ho asi reflexivně odvrhl prostě proto, že rozpoznal nákazu Moru Hvězdy v jeho těle.
Samota, nuda a zášť ho během dvou tisíc let dohnaly k šílenství. Po osvobození byl velmi dezorientovaný a zmatený. Po zotavení se nedokázal zbavit úzkosti z niflheimských technologií a nikdy si nezvykl na intercom, na „mluvící krabice“, na průmyslově šité oblečení a během večeře s Verstaelem jedině pečivo odpovídalo jeho definici slova jídlo. Experimenty i otázky výzkumníků ho obtěžovaly a dokonce zvažoval, že mu bylo lépe v Angelgardu, kde ho nikdo neotravoval.
Během pobytu ve Verstaelově magitekské továrně dusil svou zášť, ale vsugerovával si zbytečnost pomsty, neboť Somnus a jeho lidé byli stejně dávno mrtví, ačkoliv ho štvala existence Lucis. Své pocity se snažil před Verstaelem skrývat. Lucijské gardisty, kteří infiltrovali továrnu, nepřestával vnímat jako iluzorní Somny, přestože věděl, že nejsou skuteční, a to ho dohnalo k slepé zuřivosti. Při infekci Ifrita se naučil jazyk Astrálů a dostal se ke vzpomínkám Krystalu. V kombinaci toho všeho a při další představě sebe s Aerou a Somnem odvrhl bohy a přijal za svou cestu krve a temnoty. S proměňováním dalších lidí v démony časem ztratil schopnost rozlišovat své vzpomínky od jejich.
Prostřednictvím Niflheimu spřádal pomstu, která vyvrcholila útokem na Insomnii v roce 734. Z pamětí démonifikovaných obyvatel znal město i krále Regise velmi dobře, ale až teprve během bojů se seznámil s tajemstvím Staré bariéry, a proto se rozhodl ji vyvolat bojem s Regisem. Jakmile se ocitl u Bahamuta v Krystalu, zdálo se mu, že ho tehdy skutečně zvolil králem, ale jen proto, že věděl, co nastane potom. Potřeboval stvořit „Prokletého,“ který bude stát proti Pravému králi. Dále Ardynovi došlo, že jeho nesmrtelnost způsobil Krystal, kterého se před dvěma tisíci lety dotkl a ten jeho ducha přenesl do jiné dimenze. Tohoto ducha pak má Noctis zničit v kapitole 14. Aera coby iluze stvořená za účelem jeho mučení mu třemi zásahy Trojzubcem věštců způsobila bolest daleko větší, než jakou kdy cítil. Ani na chvíli nepodlehl Bahamutově vlivu a jakmile procitl v Angelgardu, rozhodl se vykonat svou pomstu, zaplavit svět věčnou temnotou, zabít Noctise a pak i Bahamuta.
Po deseti letech tmy na Eosu čekal v trůnním sále insomnijské citadely na Noctise. Jakmile se otevřely vstupní dveře, pravil příchozí osobě, že nemá štěstí. K jeho překvapení do sálu vstoupila Lunafreya.
Aranea:
Unavená a vyčerpaná Aranea se vracela z 35 hodin trvající záchranné mise v Altissii, kde její 86. armáda obnovovala pořádek po bitvě s Leviathan. Únavu a chybějící spánek zaháněla žvýkáním mokrého popcornu, který našla v jednom z opuštěných stánků, a vzpomínala na dětství. Tehdy byl Niflheim plný zábavních parků, kin a dalších vyžití, ale kvůli válkám tyto podniky zanikly a podmínky pro život se prudce horšily. Ona, Biggs i Wedge byli frustrovaní ze zacházení s vojáky, kdy armáda při boji s Titanem bránícím Noctise a Lunafreyu přišla o polovinu mužů a říše se starala pouze o MT a polapené démony.
V rudém magitekském letounu doletěla do potemnělého hlavního města Graley, kde byla celá letka málem zasažena palbou Diamantové zbraně, pustošící město, kterou se tamní vojsko marně snažilo zastavit. Proti obyvatelům se náhle obrátili i MT a město zaplavili démoni. V chaosu a pod trojí palbou Aranea zamířila do pevnosti Zegnautus, kam mířila Diamantová zbraň. Biggs a Wedge mezitím evakuovali děti, které našli, zatímco jejich dospělí příbuzní bránili město. K lidu promluvil kancléř Ardyn Izunia a oznámil zánik Niflheimské říše, kterou umírající císař Iedolas Aldercapt zanechal bez potomků v marné snaze dosáhnout „magií“ nesmrtelnosti. Císařovna zemřela krátce po narození syna, jenž před několika lety padl na bojišti, a císař se nikdy znovu neoženil. Veřejnost se domnívala, že se císař změnil kvůli smrti své ženy, avšak Aranea si byla jista, že za jeho změnou stál Ardyn. Ardyn nechal naposledy promluvit umírajícího císaře, který blouznil o tom, že slunce Solheimu jednou opět vyjde.
Pevnost Zegnautus byla zcela liduprázdná, nebyli zde ani žádní MT, a Aranea nalezla císaře na trůnu mrtvého. Ze střechy pevnosti zahlédla obří magitekskou loď přepravující Diamantovou zbraň pryč. Ardyn odsud sledoval říši hořet a opakoval, jaké je tohle plýtvání. Uvědomila si, že Diamantovou zbraň vypustil on a MT přeprogramoval též on. Pokusila se na něj zaútočit, avšak vlivem únavy ho ani nezasáhla. Zajímalo ji, co hodlá s Diamantovou zbraní dělat. On chladně odpověděl, že chce zničit Tenebrae. Přestala ho nazývat kancléřem a začala ho považovat za idiota a šílence. Biggs ji přes radio informoval, že s dětmi prchají v přeplněném vlaku do Tenebrae, což Ardyna pobavilo. Dle Araney by bylo krásné, kdyby démony zastavila tím, že by ho nakopala. Ardyn se jí vysmál sázkou o půlku svého snědeného jablka, a tak mu hrdě oznámila rezignaci na postavení v říšské armádě, svou i svých mužů, z důvodu, že ho nenávidí. Seskočila ze střechy Zegnautu a pád zbrzdila magitekským kopím.
Dole ve městě narazila na generála Loqiho Tummelta, největšího otravu, jakého kdy znala. Po krátké hádce otevřel kabinu magitekského robota s tím, že říši právě přišla účtenka za používání démonů k válce. Plnil tajný rozkaz císaře dostat do bezpečí osmiletou holčičku, která Aranee odhodlaně nabídla, že chce také bojovat. Aranea odpověděla, že za deset let možná, a zavzpomínala na dětství. Když jí bylo osm, její rodnou ves napadla horda démonů. Hádala se s rodiči, že bojovat bude smět až za deset let, a zatím se má schovat s ostatními dětmi do chrámu. Bitvu s démony nakonec nepřežili otec ani matka. Loqi jí dívku svěřil do péče, neboť se k nim blížila mračna rozběsněných démonů, a prchala s ní ke své lodi. Ohlédla se, jak Loqi bojuje s démony.
Aranea rádiem rozkázala vojákům, že cílem je záchrana Tenebrae za každou cenu, a že již nejsou součástí niflheimské armády. Vojákům sice došla munice při pokusu letoun s Diamantovou zbraní sestřelit, avšak ten přesto havaroval. Aranea popadla magitekské kopí a utkala se s Diamantovou zbraní po boku Biggse a Wedgeho v magitekských robotech. Grandiózní bitva skončila, jakmile se povedlo zničit Diamantové zbrani všechna magitekská jádra. Vlaky s uprchlíky byly zachráněny i před létajícími démony a dorazily v pořádku na nádraží ve Fenestale.
Po návratu si Aranea promluvila s holčičkou od Loqiho, jež se představila jako Sol Antiquum, a měla na sobě pečetě rodu Aldercaptů. Aranee došlo, že je to tajná dcera císařova syna a jediná dědička trůnu. Aranea ji objala, vyzvala ji ke správnému životu, a opět vzpomínala na své dětství, které strávila nečekáním na plnoletost a přidala se tehdy k žoldnéřům. O deset let později, když byl svět zahalen věčnou tmou, vyrostla Sol ve vzpurnou dospívající ženu, připravenou bojovat s démony. Sol tvrdohlavě odmítala doprovod Biggse a Wedgeho i péči Araney, protože už není dítě.
Lunafreya:
Lunafreya po smrti v Altissii vzpomínala na útok Niflheimu na Tenebrae i na celý svůj život. Na věčnost ji doprovodila Gentiana ukolébavkou a cítila, jak se během věčného spánku přemisťovala po neurčitou dobu. Až se náhle probudila v bazénu se špinavou vodou v chrámu Reciele na hranicích niflheimských provincií Succarpe a Eusciello. Chrám kdysi navštívila během příprav na vysvěcení na Věštkyni. V tlejících novinách se dočetla o zmizení prince Noctise před třemi lety.
Z chrámu prchala před démonem smrtihledem a na hřbitově našla jen uschlou větev k obraně. Uvědomila si, že tato noc není přirozená, celá obloha je překrytá miasmatem a byla šokovaná zjištěním, že Noctis neodstranil temnotu. Smrtihled ji zahnal k silnici, po které uháněl motocykl, jemuž spadla málem přímo pod kola. Lunafreya naskočila do sajdkáry, čímž dle jezdkyně kvůli přetížení motocykl zpomalil, a tak vyhodila náklad. Démon je dohnal, a tak na něj jezdkyně střílela z brokovnice. Lunafreyina větev nestačila, a tak se u ní v zoufalé situaci nataženýma rukama projevila nová moc, kterou smrtihleda absorbovala do sebe. Zraněné Lunafreye unikalo miasma z rány, která se brzy zacelila, čímž vyděsila jezdkyni, která na ni obrátila svou zbraň. Lunafreya sama nevěděla, co se stalo, ale po zuby ozbrojená dívka náhle omdlela. Jakmile se probrala, Lunafreya se jí představila. Dívka, jež se představila jako Sol, odvětila, že se jmenuje stejně jako věštkyně, jež zemřela před deseti lety, a její ženich stejnou dobu nezvěstný. Lunafreya byla zděšená a vyděšená, neboť Sol na ni neustále mířila zbraní a vyslýchala ji. Sama nevěděla, zda je či není přítel, jak přežila svou smrt a zda vůbec je skutečná.
Sol však potřebovala pomoc s odtlačením rozbitého motocyklu do nejbližší lovecké stanice, a tak se pouze ujistila, zda jí může věřit. Během přestávek si Lunafreya vyslechla, že lidstvu zůstalo jen Lestallum a všude jinde jsou démoni. V Niflheimu jsou jen lovci jako ona a glévy, a dávala si záležet, aby si Lunafreya myslela, že na ni čekají její přátelé, neboť k ní chovala nedůvěru, s jakou se Lunafreya coby věštkyně nikdy v životě nesetkala. Stanice Wael byla prázdná, a tak se Sol pustila do oprav motorky s pomocí od Cindy po telefonu. Za Lunafreyou přišel Umbra, ale bez Pryny, aby jí naznačil, že Noctis žije. Lunafreya uvnitř nalezla notýsek, kam napsala, že je v pořádku, ale Umbra odmítl vzkaz převzít. Slíbila tedy, že počká, až to bude možné. Dále hodlala vyhledat Gentianu. Sol se na konci hovoru ptala Cindy, zda žena, kterou nalezla, mohla být opravdu Lunafreya, ale ta nevěděla, co si má myslet, a tak ji požádala, ať dá vědět Gladiolovi.
Během spánku k Lunafreye promluvil, jenž ji obdařil vizí o Noctisově porážce Ardyna, která sama o sobě temnotu neodstraní. Se zděšením spatřila Noctisovo obětování života na trůnu, aby v záhrobí zničil Ardynova ducha. Bylo to úplně jiné, než co považovala za své poslání. Bahamut dále ukázal, jak se Ardyn otočil zády k boží milosti a znásobil svou moc tak, že temnotu již neodstraní ani plně nabitý Prsten Lucianů. A proto má nové poslání. Má jít do Insomnie a Ardyna porazit sama. Lunafreya svolila kvůli šanci na záchranu Noctisova života.
Sol pro Lunafreyu sehnala černé oblečení a odmítala věřit, že chce bojovat s Ardynem, přesto souhlasila s pomocí. Musely ale nejprve do přístavu, lodí přes oceán a zastavit se v Lestallumu. Vrátily se pro potraviny, které Lunafreya vyhodila ze sajdkáry, a ukázalo se, že vidí ve tmě stejně dobře jako démon. Během cesty musely často nechat motocykl Regina vychladnout, a tak si povídaly. V jedné signální stanici, kde přenocovaly, Lunafreya vyprávěla o výcviku na věštkyni: o sebeobraně a boji s kopím, které musí na silnější démony nahradit svou novou a děsivou mocí, dále běhání, plavání, meditace, návštěvy soch předešlých věštkyň, zpěv, tanec, půst a několikadenní odloučení o samotě. Sol nechápala, proč náročný výcvik podstupovala, když z toho nic nemá, zatímco Lunafreya nechápala očekávání odměny za plnění poslání.
Události a myšlenky si Lunafreya pečlivě zaznamenávala do notesu pro Noctise a další „ráno“ Biggs nařídil po telefonu Sol, aby přijela za Araneou do Noumu, největší stanice v Niflheimu, kde se vyskytl závažný problém. Lunafreye se ve spánku konečně zjevila Gentiana. Zajímalo ji, zda věděla, že užitím Prstenu Noctis skutečně zemře, a o dalších věcech, ale Gentiana nebyla slyšet a ztrácela se v mlze. Odezíráním ze rtů vyčetla pouze „Držitel čepelí“, než ji zablokoval padající Bahamutův meč. Po probuzení Sol nařídila rychlý odchod směrem k Noumu, působila velmi vyděšeně a nesoustředěně.
Lunafreya ji proto musela kontrolovat, aby nespálila motor, a při jedné takové pauze Sol nahlas vyjádřila svou frustraci. Zajímalo ji, zda Lunafreye víra v bohy někdy něco přinesla a zda díky ní byla přivedena zpět k životu. Lunafreya jen zopakovala řeč o svém poslání, a tak ji Sol začala vyslýchat, proč jen jí dali bohové moc, a zda by v ně věřila tak hluboce, kdyby nebyla věštkyní. Sol později v slzách a ve vzteku přiznala, že kdysi také byla věřící, ale bohové po pádu Niflheimu nevyslyšeli ani jednu její modlitbu. Její hněv Lunafreye připomněl, když někdy dorazila příliš pozdě k nemocným. Sol odmítala ztratit to málo, co jí ze světa zbylo, a svěřila se, že lidé slepě věřili říši, která je všechny přivedla k záhubě.
Během častých bojů s démony si Sol všimla prudkého růstu síly své společnice, šířících se černých skvrn po jejím těle a její nepřetržité bolesti. Do Noumu se nedokázaly dostat včas, a tak se utábořily ve skalním výklenku, jenž obklopily hořícími loučemi k odpuzení démonů. Lunafreye tolik světla nebylo příjemné, ale svou hlídku vydržela. „Ráno“ jim telefonoval Gladiolus, že identitu Lunafreyi by posoudil jedině Noctis, ale nabídl, že ji prostuduje šílená vědkyně Sania, která řekne víc. Sol tedy bez podrobností uvedla, že její moc je velmi užitečná.
Lunafreya se rozhodla konečně naplno využít své démonické schopnosti místo toho, aby je před stále nedůvěřivou Sol zakrývala, a brzy dorazily na zničené nádraží v Noumu, kde nedávno zaútočili démoni, kteří je brzy také napadli jako drtivá přesila. Lunafreya během boje, kdy ochraňovala Sol, dostala bezsmrtný záchvat z absorbovaného ohromného množství miasmatu a všechny démony v mžiku zničila, ale po bitvě zkolabovala. Po probuzení si uvědomila, že každý pohlcený démon zůstává v jejím těle, které čím dál více bolí a mění se. Vysvětlila Sol, že toto je důvod, proč tu moc nemůže mít každý, jiní lidé by snadno nákaze podlehli, ale ona to zvládá díky moci věštkyň. Sol zajímalo, zda ji tato moc nakonec nepromění v démona a zda by bylo lepší ji nyní zabít. Lunafreya to odmítla, že musí splnit poslání, i když je přeměna v příšeru nejspíš nevyhnutelná. Sol jí pak navrhla udělat něco jen tak pro sebe a Lunafreya přiznala, že chce šťastně žít s Noctisem, ale stejně to nebude možné, neboť má teď život jen propůjčený a nepovažuje se za člověka.
Biggs po telefonu zpravil Sol, že je Aranea s družinou obklíčená démony v solheimských ruinách, kde Niflheim uskladnil Safírovou zbraň, podobnou Diamantové. Aranea nařídila ruiny zapečetit a zakázala záchrannou operaci. Lunafreya nabídla zoufalé Sol pomoc, a zkusit si, jaké to je dělat si co chce. Ta se jí ptala, zda chce pomoci Solaře Aldercaptové Antiquum z císařské rodiny, která nařídila vraždu její matky Sylvy. Lunafreye to bylo jedno, chce pomoci dívce, která pomoc potřebuje. Ruiny Ralmuell dobře znala a věděla o tajném vchodu. Uvnitř ji socha Aery Mirus Fleuret obdařila vizí o Ardynovi a o jeho moci, která byla shodná s mocí, kterou nyní ovládá Lunafreya. Vysáním Moru Hvězdy z nedávno vzniklého démona je schopna vrátit mu původní podobu, o čemž dosud nevěděla. Aera Lunafreyu prosila, aby spasila Ardyna, který se k bohům otočil zády.
Dále objevily obří Odinův meč a kopí, jenž je coby boží posel užíval během Války Astrálů. Tehdy boj Ifrita proti Solheimu přerostl v boj bohů mezi sebou, až se Bahamut pokusil zničit ostatní Astrály i celý Eos. Šiva, Titan, Ramuh a Leviathan mu v tom zabránili, ale odraz útoku je natolik vyčerpal, že všichni upadli do hlubokého spánku. Solara poznamenala, že nic takového Kosmogonie nevypráví, avšak Lunafreya znala tuto pravdu od Gentiany. Biggs a Wedge Solaře vynadali za porušení zákazu, ale Lunafreya zalhala, že ji Solara doprovází coby věštkyni. Společně se utkali se Safírovou zbraní, kterou porazili granátometem a díky Lunafreye, jež pohltila značné množství démonického miasmatu. Opodál narazili na démona se stříbrnými vlasy s magitekským kopím, tedy na Araneu, jež rozkaz k uzavření ruin vydala během své přeměny. Lunafreya ji s rozběhem objala a proměnila ji zpět v člověka, avšak překročila bod zvratu a sama se proměnila v démona. Díky moci věštkyně a železné vůli byla i jako démon schopná udržet svou duši netknutou, třebaže za cenu paralýzy. Jakmile se Aranea vzpamatovala, okamžitě začala chránit Sol před „démonem.“ Nakonec Lunafreyu na naléhání Sol jen svázali a dopravili do Lestallumu, aby lovci a glévy rozhodli o jejím osudu. Ti odmítali věřit, že tento démon je skutečně věštkyně Lunafreya Nox Fleuret, kterou Aranea vehementně bránila, neboť cítila, že je démonovi zavázána. Cor žádal Ignise, aby jako očitý svědek vypověděl o okamžiku Lunafreyiny smrti v Altissii. Ignis řekl, že se její tělo rozplynulo, ale nedokázal to vysvětlit konkrétněji.
Zatímco řešili, co s ní, démonické Lunafreye se ve spánku zjevila Gentiana a varovala ji před Bahamutem, který ji využívá k nahromadění temnoty, i té Ardynovy. Temnotu použije k nabití „Nadpozemského plamene“ ke zničení celého Eosu. Gentiana přirovnala jeho způsoby k tomu, jak lidé zacházejí s nakaženými květinami, a že během Války Astrálů to už jednou zkusil, ale ostatní útok odrazili. Lunafreya nechápala, protože tak mocný úder by zabil i jeho. Gentiana prozradila, že Bahamut existuje ve světě i mimo něj zároveň, takže bude schopen se oživit. Jak ho zastavit, už nestihla vysvětlit, odhalil ji totiž Bahamut a umlčel ji.
Spoutaná Lunafreya se probudila v lestallumském hotelu zklamaná, s pocitem, že byla podvedena a Bahamutem zneužita tak jako Ardyn. Aranea, která byla vykázána z porady, pomohla Solaře, které nebyl dovolen přesun letecky, a tak několik dní jela do Lestallumu na Regině, osvobodit ji a odvést z města. Lunafreya pak sama na Regině dojela až do Insomnie, kde dopsala deník a uložila Umbrovi předat ho v pravý čas Noctisovi. Vstoupila do trůnního sálu citadely, kde ji na trůnu sedící Ardyn přivítal slovy, že nemá štěstí, neboť dotyčný tu ještě není. Lunafreya ho překvapila žádostí o rozmluvu, a tak byl Ardyn zvědavý, co má loutka bohů na srdci, a dodal, že si myslel, že ho sem přišla zabít. Lunafreya mu připomněla, že on byl také loutka bohů, a požádala ho o spolupráci...
Noctis:
Noctis si představoval svůj boj s temnotou před insomnijskou citadelou, sám a obklíčen útočníky ve zlaté zbroji v černobílém světě. Vběhl do citadely, ale nepoznával to tam. Sedl na modře osvětlený trůn a slyšel nelidský hlas. Noctis si uvědomil, že to byl sen a promlouvá k němu Bahamut uvnitř Krystalu, jak se stane Pravým králem.
V odrazu Světla prozřetelnosti získal kromě moci i vzpomínky Krystalu. Přehrály se mu vzpomínky na celou jeho cestu, poté spatřil dějiny, kdy Krystal poprvé očistil Eos od temnoty a lidé pak postavili velkou věž, kam ho umístili. Populace začala opět růst. Spatřil rodiče Ardyna a Somna, kteří je v naději jejich společné vlády je obdařili Královskými zbraněmi, dále rozkol obou bratrů a vše, co si Krystal pamatoval od prvopočátku. Po zhlédnutí Ardyna s Aerou ho začal litovat, avšak vraždu Lunafreyi mu neodpustil ani pro jeho kdysi ušlechtilé skutky. Zamyslel se, zda k tomu sám nepřispěl tím, že mu předjednávala dohody s Astrály, a došel k závěru, že obětování lidí pro blaho království považoval za Somnovy způsoby uvažování. Spatřil Ardynovo uvěznění i osvobození, vládu všech králů po Somnovi, někteří byli laskaví a jiní ještě ukrutnější než Somnus, spatřil Tenebrae, Niflheim a Accordo, Regisovu korunovaci a jeho vstup mezi Staré krále po narození Noctise, kdy mu bylo sděleno proroctví, že jeho syn bude Pravý král. Noctis si uvědomil, že kdyby Ardyn nebyl osvobozen, byl by pouze dalším králem Lucis, nikdy by na něj nezaútočil démon Marilith, neseznámil by se s Lunafreyou, Prompto by se nikdy „nenarodil,“ a jeho vztahy s Gladiolem a Ignisem by také byly jiné.
Spatřil příběhy Ignise, Ravuse i Lunafreyi, jež stvrdila první dohodu s Gentianou alias Šivou, a jak riskovala život pro Prsten Lucianů, zatímco se on s přáteli bavil po cestě v Regalii. Nyní pochopil Ravusovu zuřivost a přiznal si své ignorantství vůči lidem, kteří ho podporovali a obětovali se pro něj. Vzpomněl si na Cora a Gladiola, kteří ho v tomto duchu napomínali. Uvědomil si, že byl jako děcko hlídané ostatními, a přemýšlel, zda jim to bude moci vůbec oplatit. Spatřil svou vlastní smrt pro záchranu světa před věčnou temnotou a smířil se se svým osudem. Spatřil svého otce Regise, který ho vychoval s vědomím, jaký osud ho čeká, a proto se snažil mu dopřát šťastné dětství a před cestou do Altissie ho vyprovodil s úsměvem a omluvou. Vyvolal v něm vzpomínku na: „Král nemůže vládnout přešlapováním na místě, král musí kráčet stále vpřed, přijímaje následky svých činů, neotáčeje se za sebe.“ Pak podal Noctisovi meč k ochraně lidu a všeho, na čem mu záleží. Noctis nechtěl promarnit Lunafreyinu oběť a chtěl, aby se na ni nikdy nezapomnělo. Vsugerovával si správné rozhodnutí. Poté se probudil ve vězení v Angelgardu.
Umbra mu předal notes od Lunafreyi, kde si na první straně přečetl: „Jsem v pořádku,“ a na dalších stranách popis celé její cesty, a že uplynulo deset let. Došlo mu, že mu Krystal neukázal nic z toho, o čem psala, a tak přísahal, že ji ani nikoho jiného neztratí, a svou odpověď jí poví osobně. Na poslední stránce stálo „Budu na tebe čekat v citadele.“ Regisovou lodí doplul do Galdin Quay, kde čekala hlídkující Solara. Znal ji z deníku, a tak jí věřil. Umbra se proto rozplynul. Solara za přístavem telefonicky oznámila Králův návrat Gladiolovi, jehož vyrušila, neboť má „hosty“ (démony), ale domluvili si sraz u Kladivouna. Solara pověděla, že Prompto často pomáhal Cindy s transportem zboží a slepý Ignis na tom v takové tmě není o moc hůř než ostatní. Všichni ale budou šťastní, až se shledají. Do Kladivouna mířili autem. Solara začala dětinsky vyprávět o svých zážitcích s Lunafreyou, že neumí hrát karty, ale umí zacházet s kudlou při bodání do mezer mezi prsty. Pak Solara zvážněla a svěřila se, že jí nesedělo její „poslání“ zabít Ardyna. Noctis reagoval znepokojivě, neboť Lunafreya psala, že hodlá s Ardynem pouze vyjednávat a o tomto poslání se nezmínila vůbec. Navíc Prsten Lucianů k jeho porážce má přece on. Od Solary se dověděl další věci, o kterých se v deníku nezmínila, zvláště o její nové moci shodné s Ardynovou.
Solara nebyla schopná přiznat krutou pravdu, a tak si to Noctis domyslel: Lunafreya je nyní démon. Noctis Solaru uklidnil, že Lunafreya Araneu zachránila pro své laskavé srdce. Požádal ji, aby informovala Gladiola, že jede rovnou do Insomnie bez nich. Došlo mu, že Astrálové nikdy nedávají moc k záchraně všech, a tak to musí zvládnout bez nich. Mezitím se Ardyn Lunafreye vysmál a ukázal jí dveře, neboť ho čeká audience s jiným hostem. Lunafreya mu několikrát přednesla žádost Aery Mirus Fleuret, čímž Ardyna dráždila tak dlouho, až vyvolal Ifrita, aby ji zabil.
Noctis zaparkoval auto před citadelou a na nádvoří se střetl se Starou bariérou sám a velmi bolestivě pocítil nepřítomnost Gladiola, Ignise a Prompta. Přesto porazil Mystika zničením jeho masky a spatřil Somnovu skutečnou tvář. Všiml si té podoby s ním a uvažoval, jak to musel brát Ardyn. Somnus žádal Noctise, aby přinesl Ardynovin spásu, a Noctis se ptal sám sebe, proč Bahamut nedal Ardynovy schopnosti dalším lidem a proč až teď Lunafreye. Ta stále bojovala s Ifritem a během boje se hádala s Ardynem, kterého uspokojovalo, že svět bude zničen, ačkoliv připustil, že pokud „chcípne“ i Bahamut, bude to perfektní. Snažila se mu vysvětlit, že Bahamuta nelze zabít, pokud bude zároveň existovat zde i na onom světě, proto musí spolupracovat.
Než se zhroutila z bolestí, stihla z Pekelníka dokončit vysání Moru Hvězdy. Vyléčený Ifrit se obrátil proti Ardynovi, ale Lunafreya ve zbytku svých sil Ifrita požádala o stvrzení dohody, k čemuž Ifrit po chvíli přemýšlení svolil. Ardyn se smál, že takové představení nikdy nezažil, zatímco Lunafreya upadala do bezvědomí a měnila se v úplného démona. Noctis dorazil do trůnního sálu, kde ho Ardyn přivítal slovy, že ho jeho štěstí opustilo, neboť jde trochu pozdě. Lunafreya ztratila poslední zbytky lidství a Noctis chtěl vědět, co s ní provedl. Ardyn s klidem vyprávěl, že si to udělala sama „léčením“ Pekelníka. Démon Lunafreya zaútočila na Noctise kopím, který se jen bránil a prosil ji, aby si na něj vzpomněla.
Boj ukončil pád meče Ultima a Bahamut oznámil ukončení role Pravého krále, neboť lidé opakují pořád stejně hloupé činy a svatokrádeže, takže ukončí existenci Eosu. Nařídil „královně temnoty“ Lunafreye uvolnit svou moc, kterou se vznesla do vzduchu a paprsky temné energie zničila trůnní sál. Jako první se po explozi probral Ardyn, spatřil Lunafreyu obklopenou několika zmenšeninami Bahamuta, a došlo mu, že se připravuje úder Nadpozemského plamene. Kvůli jeho existenci na Eosu i na onom světě mu došlo, že Bahamuta nezastaví ani zabitím ani infekcí Morem Hvězdy, ale neúspěšné seslání by ho mohlo oslabit podobně jako ostatní Astrály před tisíciletími, jak mu vysvětlovala Lunafreya. Bahamut svou mocí zdvihal celou citadelu vysoko do oblak, aby se nikdo nedostal ke Krystalu. Ardyn se do ní včas warpoval, protože věděl, že Noctis zkusí zachránit svou milou.
Noctis se probral a spatřil citadelu velmi vysoko v temných mračnech, odkud slyšel démona Lunafreyu zpívat mantru k seslání Nadpozemského plamene. Pokusy warpovat se do citadely mařila armáda malých Bahamutů. Do Insomnie konečně dorazili Prompto, Gladiolus a Ignis a v magitekském letounu ještě Solara, Aranea, Biggs a Wedge. Všech osm doletělo do citadely, kde letoun havaroval po Bahamutově útoku na nádvoří. Solara, Aranea, Biggs a Wedge se pokoušeli letoun opravit, zatímco Noctisova parta šla dovnitř. Ignis vydal na Noctisův pokyn do Lestallumu rozkaz evakuovat obyvatelstvo, i když netušil, kam lidi ukrýt před démony, protože tušil, že bude zle.
Do cesty se jim připletl Ardyn a jízlivě se Noctise ptal, zda ho nepřišel zabil, ale Noctis odpověděl, že na něj nemá čas. Ardyn mu tedy řekl, že pokusem o její záchranu zmaří její plán: Chtěla po něm, aby jí dobrovolně předal svou temnotu a umožnila Bahamutovi seslat Nadpozemský plamen, který ostatní Astrálové odvrátí. Bahamut potom bude zranitelný a bude se muset uložit k dlouhému spánku. Ardyn zdůraznil, že Bahamut žije zde i na onom světě. Ignis namítl, že její plán je neuvážený, s čímž Ardyn souhlasil a usiluje o tvalé řešení. Žádal Prsten Lucianů a než stihl Noctis zareagovat, Ardyn na něj zaútočil. Noctisovo „poslání“ porazit Ardyna sice ztratilo význam, přesto vyzval Ardyna na bitvu Králů, čímž se Ardyn cítil poctěn. Během bitvy mu došlo, že se Ardyn chce dostat na onen svět společně s nabitou mocí Prstenu, aby bojoval proti Bahamutovi tam. Část Ardyna tam již je, ale slabá.
Ardyn se během bitvy vysmíval Noctisovi, že je slabý, a Noctis si vzpomněl na všechna setkání s ním a na vzpomínku Krystalu. Myslel na břímě, jaké Bahamut uloží jedinému člověku, aniž by se snažil lidstvu porozumět. Noctis Mečem otce Ardyna probodl, ale k jeho překvapení ne smrtelně. Noctis mu vysvětlil, že by ho býval zabil, aby zachránil svět, ale za současné situace jeho smrt nemá význam, navíc nechce žádné oběti. Ptal se Ardyna, zda bude lidstvo zachráněno, pokud mu umožní porazit Bahamuta na onom světě. Podle Ardyna snad ano, ačkoliv jeho zajímá jen dokonání své pomsty.
Noctis prohlásil, že mu neodpustil vraždu Lunafreyi v Altissii ani další zločiny, ale uznává, že je také součást světa, který přísahal ochránit, a něco slíbil Somnovi. Ardyn s pachutí uznal, že Noctis je hoden titulu Pravý král. Noctis vyvolal duchy starých králů a požádal je o svolení pro Ardyna k použití Prstenu Lucianů. Objevil se pouze Somnus a žádal bratra, aby svolení přijal jako řádné pokání za všechno. Ostatní staří králové Ardyna varovali, že jeho démonické tělo vlivem moci Prstenu se může velmi bolestivě rozložit, i když je z rodu Lucis Caelum. Ardyn byl připraven do toho jít s tím, že už čelil daleko horší bolesti.
Noctis s přáteli zamířil na vrchol citadely po schodech, než je napadla armáda malých Bahamutů. Ignis křikl na Noctise, ať pokračuje sám, oni je zdrží, ale toho z věže shodili. Padajícímu Noctisovi se zjevil Ifrit, aby ho zachránil a zpečetil dohodu. Ukázal mu vizi bitvy s Lunafreyou a Noctis si uvědomil, že mu znovu pomohla, i jako démon. Zjevili se i Šiva, Titan, Ramuh a Leviathan, kteří si vyslechli Bahamutův vzkaz, že Nadpozemský plamen je plně nabitý. Pětice Astrálů vytvořila štít kolem celého Eosu, načež Bahamut vystřelil. Po celém světě, který zalilo světlo mnohonásobně silnější než slunce, kterým se přehnaly všechny živly, došlo k vážným narušením reliéfů krajiny, avšak pětice Astrálů uspěla v tom udržet svět pohromadě, ale popadala na zem z vyčerpání. Bahamut se jim vysmál, že hloupí bohové chrání hloupé lidi a k čemu to bylo, zatímco on sám nejevil žádné známky únavy.
Lunafreya po odevzdání veškeré démonické moci padala k zemi, než ji Noctis warpem zachytil a dostal do bezpečí. Oba upadli do mdlob a zdál se jim sen, kde si promlouvají na pláni s květy sylly, oba jako děti. Noctisovi pověděla, že dosud žila pro poslání věštkyně, ale díky Solaře přijala za své vlastní touhy. Řekla mu, že i když se vidí naposledy, chtěla s ním žít. Pak se propadala do masy vody a Noctis na ni křičel, aby s ním žila. Pak ucítila, že ji někdo drží za ruku, zatímco se iluze snu rozplynula. Noctis se probudil s Lunafreyou v náručí, které slábnul puls. Svěřil ji do péče svých přátel a odwarpoval se zpět na vrchol. Ardyn mezitím s nasazeným Prstenem Lucianů kráčel po schodišti zničeného trůnního sálu, usedl na trůn a uvažoval, jaký je život ironie. Vyvolal zabodnutím svého rudého meče před sebe duchy Starých králů podobně, jak by to býval učinil Noctis. Jak jeho temné tělo probodávaly éterické Královské zbraně, cítil daleko horší bolest, než jakou kdy předtím pocítil, jako by hořel zaživa. Přesto vydržel a jeho bratr Somnus jím prostoupil poslední. Noctis si myslel, že po spotřebování temnoty by se měla obloha rozjasnit, ale Bahamut buď vystřelil předčasně, nebo je ve světě temnoty příliš mnoho.
Bahamut vyčinil Noctisovi za opovážlivost vyzvat boha na souboj a sám. Noctis mu to vrátil, že nebude bojovat zcela sám, protože jeho sílu skrze Prsten mu daly generace Starých králů. Na Bahamuta zaútočil Královskými zbraněmi stejně jako na Leviathan v Altissii, avšak Bahamut ho srazil mnohem větší fyzickou silou. Zachytil ho Ifrit a objevili se i ostatní Astrálové, kteří deklarovali povinnost ochránit Eos i přes naprosté vysílení. Budou bojovat po Noctisově boku. Šiva vytvářela obří ledové kry kolem citadely, aby se měl Noctis kam warpovat, a ostatní Astrálové pravidelně útočili živly a Titan bránil Noctise před údery. Takto pozvolna Bahamuta oslabili, až mu praskla maska. Noctis vyzval Ifrita a Šivu, aby posílili jeho přízračné zbraně živly ohně a ledu, a chirurgicky přesným warpem do trhliny zcela zničit Bahamutovu masku. Spatřil, že je Bahamut v obličeji velmi podobný jemu a Somnovi, a tak přemítal, zda to byl důvod, proč si Bahamut nakonec vybral jako krále Somna a ne Ardyna.
Ardyn na onom světě mezitím vyhledal tamního Bahamuta, přivolal duchy Starých králů a Somnus se postavil po jeho boku. Bahamut nazval Ardyna šílencem, protože zničí všech šest bohů i Krystal. Ardyn pověděl, že to zní hezky, a v kombinaci všech mocí, kterým nyní vládl, včetně Noctisova světla Prozřetelnosti, Bahamuta usmažil. Ardynův duch se začal rozpadat a vyčerpán přemýšlel, zda nebude nejlepší, pokud na něj svět znovu zapomene. Zjevila se Aera a zopakovala, že i když na něj svět zapomene, ona ne. Požádal ji, aby s ním byla napořád a vyslechl si její odpověď.
S Ardynovou konečnou smrtí, která se odzrcadlila na obloze, temnota začala ustupovat a Bahamut vinil lidstvo z pošetilosti, které se zbavilo vedení a ochrany bohů. Noctis mu vmetl, že lidstvo možná je náchylné k opakování chyb, ale nepotřebuje žádného nevypočitatelného boha, uštědřil mu poslední ránu a rozpáral mu brnění. Bahamut byl usmrcen v obou sférách bytí a citadela začala volně padat k zemi, přičemž všichni hrdinové byli stále na nádvoří. Titan však citadelu zachytil podobně jako před tisíciletími meteor, zatímco Krystal do sebe nasával všechnu zbývající temnotu. Titan sebral umírající Lunafreyu a hrdiny nechal naskočit na svou paži, aby je ochránil před bortící se citadelou, v níž se Krystal roztříštil a z oblohy pršely střípky světla i temnoty, jež se navzájem anihilovaly.
Titan je pustil na bezpečném místě a Noctise zajímalo, zda se Lunafreya probere, neboť jí Bahamut daroval druhý život. Šiva v podobě Gentiany se s nimi přišla rozloučit a informovala je, že svět už patří jen lidem. Už žádní bohové, žádný Krystal. Svou zbývající mocí vdechla Lunafreye jako výraz poděkování nový život, je to dar nikoliv od bohyně, ale od kamarádky. Noctis se s probuzenou Lunafreyou objal, ale Gentiana už zmizela, tak se s ní rozloučili jen v duchu se slzami v očích. S ranním rozbřeskem všichni se smíchem a veselím sledovali východ slunce.
Kniha je zakončena epilogem, který je stejně jako původní hra vyprávěn z Regisova pohledu. Popsal obnovu Eosu ze škod desetileté temnoty, Noctisovu a Lunafreyinu svatbu, která se konala v Altissii, a Ardynův slavnostní pohřeb. Dále popsal, že hlavní město Lucis je nyní Lestallumu, neboť Insomnia byla v bitvě s Bahamutem zcela zničena, a bude trvat celá desetiletí, než se najde někdo ochotný k tomu město znovu vybudovat. Roztání obří ledovec v Niflheimu, který se stal úrodnější než kdy dříve, a poděkoval Corovi, Cindy, Cidovi, Gladiolovi, Ignisovi a Promptovi za jejich pomoc Noctisovi i celému lidstvu překonat všechny nesnáze. Pogratuloval spolu s duchem Ravuse Noctisovi a Lunafreye ke sňatku, nechť oba poznají věčné štěstí.

## Vývoj hry
Hra se původně měla jmenovat jako Final Fantasy Versus XIII, jejíž vývoj byl oznámen již v roce 2006 jako pokračování Final Fantasy XIII a měl se odehrávat ve stejném univerzu. Ještě v témže roce vyšla první ukázka. Hra měla běžet na stejném engine jako Final Fantasy XIII a vývoj byl svěřen týmu, který stál za sérií Kingdom Hearts. Oproti třináctce i oproti ostatním dílům série měl být příběh mnohem temnější a smutnější a hlavní postava měla být mužského pohlaví. Ředitelem projektu byl jmenován Tecuja Nomura, jenž stál za vytvořením původního konceptu příběhu a scénáře. K roku 2010, tedy po čtyřech letech vývoje bylo již zveřejněno mnoho informací ohledně versus XIII, tedy jméno a podoba hlavní postavy Noctis Lucis Caelum (latinsky: Noční Světlo na Obloze), dále postava Stella Nox Fleuret (latinsky: Hvězda Noční Fleret) a tři Noctisovi přátelé, kteří se v této fázi velmi podobali Gladiolovi, Ignisovi a Promptovi.
Již v roce 2007 se z důvodu rozsáhlosti objevily informace, že bude projekt versus XIII přeznačen na samostatnou hru hlavní série, tedy na XV. Hra byla původně navrhovaná pro PlayStation 3, ale když si zaměstnanci Square-Enixu v rámci interního představení nových konzolí PlayStation 4 a Xbox One prostudovali jejich možnosti, bylo rozhodnuto definitivně o přeznačení hry na Final Fantasy XV a rozdělaná verze pro PlayStation 3 byla z technických důvodů zrušena a skartována. Celá hra tedy byla přenesena na zcela nový herní engine Luminous Studio. Tento přechod ale znamenal mnoho problémů a hra jako taková ještě ve verzi versus XIII v roce 2012, kdy padlo definitivní rozhodnutí o přeznačení na XV a přesunu na novou generaci konzolí, nebyla ani ze čtvrtiny dokončena. Na veřejnost se dostávaly pouze sporadické informace o pokroku ve vývoji, který značně vázl. Došlo tedy ke změně ve vedení projektu a Tecuju Nomuru nahradil v pozici ředitele projektu Hadžime Tabata.
Po přeznačení došlo ve vývoji k dalekosáhlým změnám, neboť se musely odstranit elementy z Fabula Nova Crystallis. Dále byla zrušena postava Stelly Nox Fleuret a nahrazena Lunafreyou a přepsán scénář, z něhož byl vyškrtnut celý úvod z versus XIII, v němž byla Insomnia napadena Niflheimskou říší ještě za přítomnosti Noctise a jeho přátel ve městě. Vývoj hry tedy od roku 2012 v podstatě probíhal po šesti letech od znova. Bývalý ředitel projektu Nomura v týmu setrval až do konce roku 2013 a jeho nástupce právě v tu dobu stanovil, že hra konečně vyjde koncem roku 2016. Hlavní koncept hry byl změněn dle sloganu „A fantasy based on reality“ (Fantasy založena na realitě), v němž je svět velmi podobný reálné Zemi a obsahuje prvky fantasy, které postupně přibývají do jinak nefantastického světa. Aby se toho dosáhlo, byly mnohé lokace na Eosu inspirovány reálnými předlohami jako Tokio, Benátky a Bahamy.
K vývoji hry byla na výpomoc přizvána další vývojářská studia jako HexaDrive, XPEC Entertainment, Plusmile, Umbra a Streamline Studios.

### Final Fantasy XV Universe
Kvůli velké výpravnosti patnáctého dílu vzniklo několik podpůrných děl, jež měly více představit svět Final Fantasy XV a jeho hlavní hrdiny, případně doplnit v hlavním díle neřečené. Vzniklo tak několik samostatných mediálních projektů, aby se společnost Square Enix vyhnula nutnosti vyvíjet další navazující hry.
Ještě před vydáním Final Fantasy XV vznikly celovečerní anime film Kingsglaive: Final Fantasy XV, na němž spolupracovaly studia Visual Works, Western studios, Digic Pictures a Image Engine, jenž tvoří prequel ke hře a popisuje okolnosti pádu Insomnie, a pětidílný anime miniseriál Brotherhood: Final Fantasy XV z dílny studia A-1 Pictures, který byl určen pro distribuci po internetu. Brotherhood: Final Fantasy XV, jenž zobrazuje epizody z dětství všech čtyř hlavních hrdinů, byl vysílán od konce března do září 2016.
Součástí univerza Final Fantasy XV je i Platinum Demo: Final Fantasy XV, jež tvoří demoverzi hry a její příběh se odehrává v době, kdy bylo Noctisovi osm let. Navazuje na Brotherhood: Final Fantasy XV, neboť se odehrává v Noctisově snovém světě, kam se dostal vlivem kómatu, který mu způsobil mocný démon. Ve snu ho doprovází boží posel Karbunkule (Carbuncle).

### Royal Edition a Windows Edition
Po vydání hry 29. listopadu 2016 pro PlayStation 4 a Xbox One, jež tehdy působila nedodělaným dojmem, bylo dne 15. ledna 2018 oznámeno na tiskové konferenci vydání rozšířené verze Final Fantasy XV: Royal Edition, která měla být uvedena na trh 6. března 2018 pro konzole PlayStation 4 i Xbox One. Téhož dne vyšla i Final Fantasy XV: Windows Edition, což byla Royal verze určená pro PC prostřednictvím služby Steam. Majitelé licencí původního vydání dostali možnost přiobjednat si tuto verzi formou patche.
Tyto edice nabídly mnoho vylepšení, mezi která patří podstatné rozšíření kapitoly 14 o boje, úkoly a základnu glév ve zničeném městě Insomnia. Citadelu místo behemota z původní edice chrání Kerberos, v ulicích je možné bojovat s extrémně silným robotem Omega a v citadele se parta střetne se starou bariérou, tedy duchy starých králů. Dále je zde možnost řídit Regisovu jachtu mezi Caemem a Altissií. Noctis může z jachty rybařit. Noctis dostane schopnost Nespoutaný Armiger (Armiger Unleashed), pokud získá všechny královské zbraně. Hráč má možnost hrát hru z pohledu první osoby. Royal edice obsahuje veškerý stahovatelný obsah (DLC), který vyšel před tímto vydáním. K dispozici je archiv, kde si lze pročíst kosmogonii, jejíž části jsou rozeseté po celém světě, dále místní pověsti, aby se hráč dověděl více o světě Eos. Je zde možnost přestavby Regalie na Type-D a zisk nových trofejí.

### Final Fantasy XV: Pocket Edition
Final Fantasy XV: Pocket Edition ((japonsky) ァイナルファンタジーXV ポケットエディション, Fainaru Fantadží Fifutýn: Poketto Edišon) je zkrácená verze Final Fantasy, jež vyšla 9. února 2018 primárně pro operační systémy Android a iOS. Tato verze je přizpůsobena k ovládání pomocí stisků na dotykovém displeji, má jednodušší grafiku, stručnější příběh a několik vedlejších úkolů unikátních pro tuto mobilní verzi hry.

### Hudba
Hudbu k Final Fantasy XV složila z velké většiny hudební skladatelka Joko Šimomuraová, jež byla úkolem složit hudbu ke hře pověřena už v roce 2006, tedy ještě v době, kdy se projekt jmenoval Final Fantasy versus XIII, deset let před vydáním samotné hry. Mezi další skladatele, kteří se na hudbě k Final Fantasy XV podíleli, patří Tecuja Šibata, Jošino Aokiová, Jošitaka Suzuki a Micuhiro Óta, jenž kromě skládání hudby asistoval i v jejích úpravách. Šimomurová složila ke hře zhruba 80 % hudby.
Titulní píseň "Somnus," jež v češtině znamená "Spánek", kterou složila Šimomuraová jako první z celého soundtracku, nazpívala Aundréa L. Hopkinsová. Námět textu k písni napsal původní ředitel projektu Tecuja Nomura a o překlad a úpravu pro latinu se postarali Taro Jamašita a Kazuhiro Komija. Latina byla použita i pro další zpívané písně ve hře. Píseň "Omnis Lacrima", jež v češtině znamená "Všechny slzy", byla součástí ukázek pro Versus XIII i Final Fantasy XV, a text napsal stejně jako ve všech ostatních latinsky zpívaných písních Tecuja Nomura, do latiny ho překládal Jamašita. Nomura zvolil latinu proto, že se jedná o záhadný jazyk, kterému lidé nebudou rozumět, ale přesto to ocení, ve smyslu všeobecné rovnosti.
Šimomuraová vybrala pro hudbu ke hře svůj vlastní styl klasické hudby a pro některé lokace využila styl bossa nova a blues. Nechybí orchestrální hudba, někdy zpívaná v latinském jazyce. Pro bitvy byla hudba ve stylu metal. Šimomuraová se během skládání hudby snažila respektovat dílo svých předchůdců a často své návrhy hudby konzultovala s vedoucím projektu Tabatou a dalšími zaměstnanci.
Jako úvodní a závěrečná píseň příběhu hry byla vybrána píseň od Bena E. Kinga "Stand By Me," jež se ve hře objevila v cover verzi od anglické kapely Florence and the Machine, kterou nazpívala zpěvačka kapely Florence Welchová. Hudební zpracování písně zahrnuje plnou orchestraci včetně smyčců, dechových hudebních nástrojů a timpani. Rytmus udává harfa s melodií z písně Prelude, jež se vyskytuje téměř ve všech dílech série Final Fantasy. "Stand by Me" nepředstavuje ve hře milostnou píseň, ale spíše představuje vzkaz, modlitbu či výraz vděku od Noctise za veškerou podporu, kterou dostal během své cesty od Lunafreyi, od svého otce Regise i od svých tří přátel Gladiola, Ignise a Prompta.
Hudba k této hře vyšla na čtyřech CD či na jednom Blue-Ray jako Final Fantasy XV Original Soundtrack dne 21. prosince 2016 v produkčním studiu Koyo Sonae. Tato edice je však bez Stand By Me.